# .hackシリーズの登場人物
.hackシリーズの登場人物（ドットハックシリーズのとうじょうじんぶつ）では、メディアミックスプロジェクト『.hack』の複数作品に登場する人物を挙げる。
本項目においてはPC名（ゲーム上の名前）が同じ場合はもちろん、『The World R:1』における「楚良」と『The World R:2』の「ハセヲ」のようにプレイヤーが同一である場合は同一人物とみなして一括で記載する。また、R:1世代のキャラクターが『.hack//Link』に登場した際にR:2世代以降のジョブに変更されているため、司の「呪紋使い/呪療士」のように説明文中でジョブ名を併記している。
単独作品にのみ登場する人物は、個々の作品記事を参照。なお、本項目における「複数作品に登場」とは異なる時間軸の作品に一定以上の主要人物として登場することと定義し、以下に具体例として挙げる例は除外するものとする。
- 同じ時間軸作品間の登場の場合（例：『.hack』と『XXXX』、『.hack//G.U.』と『G.U. TRILOGY』など）
- 購入者特典などおまけ要素が強い作品の場合（例：『.hack//GIFT』、『.hack//fragment』、『.hack//G.U. Returner』など）
- 本編に深く関わらないゲスト的な登場の場合（例：『.hack』の「司」や「昴」、『.hack//fragment』の「シューゴ」、ゲーム版『.hack//Link』の各作品パートなど）

## PC

### エルク、エンデュランス
声：斎賀みつき
登場作品：.hack、.hack//G.U.、.hack//Link
プレイヤー
一ノ瀬 薫（いちのせ かおる）。1997年生まれの男性。神奈川県在住。引っ込み思案な性格で、中学生の頃に友達作りを目的として『The World』にログインする。2015年のチャップチョップ事件で親友のミアを喪ったことで精神に失調をきたし、重度の引きこもりとなってしまうが、2017年のAIDA事件でハセヲと出会った事で立ち直っていく。AIDA事件後は深夜のジョギングを日課とするなど、引きこもりからの脱却を目指し始めた。（SECRET FILE収録の小説より）リアルではかなりの美形で、高校生の頃は女の子によくモテた。（ただし本人は女性が苦手）高校の頃の測定によれば身長は182cmで、体重は65kgほど。
The World R:1
呪紋使い/呪癒士エルク。心優しく、仲間を治癒するスキルや回復アイテムを絶やすことがない。親友である猫PCミアに強い憧れと依存心を抱いている。はじめはほとんどミアに会うためだけにログインしているような状態だった。
行方不明になったミアと会うためにカイトらに協力を申し出たが、ミアである禍々しき波の第六相マハがカイトに倒されたことで絶望の底に落ち、仲間の元から姿を消した。しかしその後も仲間たちの戦いを遠巻きに見ており、第八相コルベニクとの戦いでは苦戦するカイトを身を挺（てい）して庇っている。その後、アウラとともに再誕を迎えたミアと再会した。
『Unison』では司と、ミアを巡った三角関係を演じた。
『.hack』パロディモードでは、ミアとともにいつも電波を何か受信している危ない人。
The World R:2
斬刀士エンデュランス。『G.U.』に登場する、第六相「誘惑の恋人」の碑文使いPC。
ログイン時間の大半を闘宮で過ごしている紅魔宮の宮皇。端麗な容姿とミステリアスな雰囲気で多くのプレイヤーの人気を集めるも、本人は他者に対して興味を示さず、傍らはべらせている「ミア」という白猫だけを慈しんでいる。
チャップチョップ事件によってミアを失った心の傷によって、AIDAが擬態したネコをかつての親友だと思い込んでいる。だが、ハセヲとの戦いにより擬態が解けたAIDAを見て再び絶望のどん底に叩き落とされる。すべてを拒絶していたところをハセヲに必要とされたことで彼に心酔し、自分自身が誰かに必要とされる喜びを覚え、成長していく。
小説版『G.U.』では、「ミア」そのものである巫器「憑神刀（マハ）」を所有している。碑文の力によって触覚が増幅され、碑文使い以外の攻撃などの感触を「感じる」ことができる。ゲームとは異なりハセヲに固執することはない。
『Last Recode』のパロディモードではリアル同様の無職として登場し、何故か母親役をやっている揺光に叱られている。名前もエンデュランスではなく本名の「かおる」で呼ばれている。

### オーヴァン
声：東地宏樹
登場作品：.hack//Roots、.hack//G.U.、.hack//Link、.hack//Versus
プレイヤー
犬童 雅人（いんどう まさと）。1991年生まれの男性。天才的なハッキング技術を持つ。2017年時点ではネットワーク管理局（NAB）の調査員だが、以前から様々な職を転々としている。志乃曰く、容姿は結構かっこいいらしい。『The World』における「再誕」発動後、リアルでも精神面に重大な損傷を負い意識不明となってしまった。その後、ネットワーク初期化に関する全責任を負わされる形で国際指名手配犯となるも、CC社が虚偽の含まれたデータを警察に渡していたことが判明し手配を解除される。
The World R:2
銃戦士オーヴァン。第八相「再誕」の碑文使い。仕様外のモデルである巨大なギプスで左腕を覆っているほか、PCそのものがエリア一つ分に匹敵する大容量を内包している、桁違いのチートが施されたPCを使用。『Roots』時点で既にAIDA-PCであり、ギプスは左肩に寄生したAIDAを隠匿・封印するためにつくり出した碑文の産物。
キー・オブ・ザ・トワイライトを探し求めるギルド「黄昏の旅団」のギルドマスター。常に冷静沈着で、感情を表に出すことはなく、質問には比喩表現を交えた遠回しな言葉でしか応じない、よく考えるまでもない変人。不思議な魅力とカリスマ性を持っていて、「黄昏の旅団」のメンバーは彼に惹かれて在籍している者がほとんど。
寄生したAIDA「Triedge<トライエッジ>」に操られ、実の妹・愛奈を未帰還者にしてしまったAIDA-PCで、その時の心的ショックで覚醒した最初の碑文使いでもある。「キー・オブ・ザ・トワイライト」にまつわる究極AIの御力を借りてAIDAを駆除し、未帰還者を救い出すことを秘めた目的として「黄昏の旅団」を立ち上げた。
しかし『Roots』終盤、自分を拉致した直毘のもとから脱出する際に偶然にも大聖堂に転送されてしまっており、志乃に愛奈のときと同じようにAIDAの暴走によって、彼女を未帰還者にしてしまう。ハセヲが探し求め、一連のAIDA事件の悲劇を引き起こした「三爪痕（トライエッジ）」本人。
だが、ゲーム版『G.U.』において、全ての碑文を喰らったハセヲによって己の「再誕」を発動し、ネットワークをリセットすることで自分もろともAIDAを消滅させることを目的に暗躍。ハセヲを言葉巧みに惑わし、誘導し、自分の正体を伏せたまま彼の成長を促した。その後はリアルで昏睡状態に陥るものの、その精神はクビアコアとの最終決戦にてハセヲに力を貸した。「痛みの森」のクエストでも再びハセヲの前に現れるも、これが本当にオーヴァン本人だったのかは定かでは無い。
ロストウェポン「来タリシ転生ノ刻」を「冥銃剣・逢魔ヶ刻」に偽装して所持している。
小説版『G.U.』では「憑神銃（コルベニク）」を持つ。奇行が災いして妻と離婚、裁判で娘のアイナへの親権を剥奪されている。八つの碑文を用いることで擬似的な「モルガナ・システム」を起動させる「再誕」の能力を秘めている。
漫画版『G.U.+』では、自らが「再誕」発動のスイッチとなるべく他の碑文使いをPKし、モルガナ因子を集めていた。
「再誕」後は『Returner』や『G.U.+』などでは復活が描かれていたが、ゲーム版本編では『Last Recode』発売まで明確な目覚めが描写される事は無かった。『Last Recode』収録の『あるいは世界を紡ぐ蛇たちの見る夢』では2018年12月の『The World R:2』サービス終了が迫った時期に至っても未だ精神が『The World』に囚われ、昏睡状態が続いている。そのままサービスが終了すれば助け出す手立てが無くなる上、そうでなくともリアルの雅人の肉体も程なく衰弱死する所だったが、5thフォームに進化したハセヲに救い出され、クサビラという姿を得ていた浄化された「Triedge<トライエッジ>」と再び融合した事で意識を取り戻す。その後はハセヲと共に「災厄の海モラルタ」を撃破し、アイナや志乃とも再会を果たした。
『TRILOGY』『Last Recode』のパロディモードではアイナに罵倒されて悦んだり、彼女の同棲相手とされたクーンをコルベニクで即抹殺すると言った病的なシスコンとして化している他、大便を漏らす、アイナや志乃に囲まれたハーレムを妄想する、ハセヲにすら偏愛を向けるなど、暴走ぶりが特に著しい。
VERSUS:The World
「VERSUS:The World」でプレイできるキャラクターの1人として登場。
イクシードは「AIDA解放」。AIDAの腕を解放し、三刀流モードとなる。アルティメットスキルは「再誕コルベニク」。

### オルカ
声：増谷康紀
登場作品：.hack//AI buster、.hack//ZERO、.hack、.hack//G.U.、.hack//Link
プレイヤー
ヤスヒコ（名字不明）。2010年時点で中学二年生の少年。『fragment』には抽選漏れしたものの、『The World R:1』が正式公開されてすぐにアカウントを取得して没頭する。黄昏事件の初期にスケィスによって未帰還者となってしまった後は、両親に「ゲームは一日一時間」の制限を設けられてしまった。その後、相棒のバルムンクやカイトとの関係は続いているようだが、本人が表舞台に上がることはない。
The World R:1
剣士/撃剣士オルカ。誰もクリア出来ないと言われていた「ザワン・シン討伐」イベントを相棒のバルムンクとともにクリアしたハイレベルのプレイヤー。そのプレイを見守っていたネット詩人W・BイェーツがBBSに投稿した詩によって、“フィアナの末裔”というパーティと“蒼海のオルカ”の名で広く知られるようになる。屈強な肉体を持つ、部族の戦士のようなPCモデルの通りに豪快な性格をロールしており、困ったプレイヤーに対しての協力を惜しまない模範的なプレイヤーで、アルビレオからもその人格を高く評価されている。
『The World』に対する思い入れが深く、異常現象が頻発するようになるとバルムンクとともに調査に乗りだした。その傍ら、リアルの友人であるカイトのプレイヤーを『The World』に誘い、彼の初ログインの時にアウラと遭遇する。アウラからインストールブック『黄昏の書』を託されるものの、その直後アウラを追跡していたスケィスと遭遇。カイトを庇いながら戦闘を行い、結果スケィスのデータドレインを受け未帰還者となってしまった。
復活後、噂の的となっていたカイト達を、後々まで語り継がれる伝説のパーティ“.hackers”と命名した張本人。作中のメールによると.hackersの噂を撒いた張本人である素振りも見せている。
『Unison』ではカイト、バルムンクとともに、ブランクに悩まされながらもウィルスバグの生き残りを殲滅するための活動をしている。 『.hack』パロディモードでは、本名は田中わび助。「足が臭いバカ」などと散々な言われようである。蒼海のオルカの異名もただ「そーかいそーかい」と言っていただけであった。リョースとミアの息子で、カイトとは異母兄弟。ミアがよく呟く「怒られカボス」とは彼の事。
The World R:2
『Roots』およびゲーム版『G.U.』では、AuraがオルカのPCデータの残骸に自律AIプログラムを搭載したデバッグプログラム「葬海のオルカ」として登場。葬炎のカイトが破壊された後、葬天のバルムンクとともに急遽作成された女神の騎士で、フランケンシュタインのようなツギハギの目立つボディが特徴。
プレイヤーのヤスヒコがリヴィジョン移行後もログインし続けているかは明言されていない。
The World R:X
漫画版『Link』では、リヴィジョンが異なるが、『R:1』時代と酷似したオルカとしてバルムンクと共に活動している。
また、『R:2』時代に登場した自律AIも「葬海の騎士」として登場。「終焉の女王」と化したアウラの刺客としてグランホエールを襲撃するが、トキオとカイトにより倒される。本編終了後には協力者としてトキオの前に再び姿を現す。

### カイト
声：相田さやか
登場作品：.hack、.hack//Roots、.hack//G.U.、.hack//Link 黄昏の騎士団、.hack//Link、.hack//Versus、ギルティドラゴン
プレイヤー
プレイヤーの分身として、本名は設定されていない（ゲーム開始時にPC名と共にプレイヤーが入力する）。2010年時点で中学2年生の少年。リアルの友人であるオルカのプレイヤーに誘われて、初めてのネットゲーム『The World』にログインする。誠実で真っ直ぐな性格。
『新約小説「.hack」』では転勤族の父親と1歳年下の妹の四人家族で、転校を繰り返していることやオルカのプレイヤーとは別のクラスと新たな設定が追加された。
The World R:1
双剣士カイト（プレイヤーの任意で変更可能）。友人のオルカからレクチャーを受けている最中にアウラと、彼女を追うスケィスに遭遇、目の前でオルカをデータドレインされてしまい、あわや自分もといったところでアウラに「黄昏の腕輪」を授かった。そのときカイトのPCはイリーガルなものへと改竄され、黄昏色のPCボディと仕様外の紋様に様変わりする。
スケィスによって未帰還者となったオルカを救うために、後に「黄昏事件」と呼ばれる異常現象の原因究明に乗り出す。イリーガルPCとして管理者たちと敵対しながらも、多くの仲間と絆を深め、やがて管理者側とも協力体制を取り、異変の元凶「禍々しき波」を追い詰めていく。
クビアを対消滅させるために一度は「黄昏の腕輪」を失うが、物語後に同等の力を持つ「薄明の腕輪」をアウラに授かった。事件解決後もバルムンクやオルカとともにウィルスバグ退治を続け、彼らに並び立つ「蒼炎のカイト」の異名で呼ばれるようになる。バグはほぼ完全に世界から姿を消したが、何故アウラが波との戦いを終えた後に再び腕輪をカイトに授けたのか、その真意を知るまで腕輪を守り抜くという決意を語った。
本編から6ヶ月後～7ヶ月後を描いた『Legacy』で「最後のウィルスバグ」をデータドレインして腕輪が消滅したのを機にThe Worldを卒業した。
事件後にはカイトと同モデルのPCエディットが規制されたが、2014年、同モデルのPCが限定配布された。しかし、この時のキャンペーンイベントはCC社の感知するものではなく、アウラによる思惑であったとされる。
『.hack』パロディモードでは、生き別れた母を探してログインしている。本編よりもかなり口が悪く一人称も「俺」である。必殺技はデータドレインこと「奥義暗黒吸魂輪掌破」。
漫画『XXXX』における最終決戦時、再誕したアウラに新たな力を授けられ、蒼い炎を纏った「蒼炎の守護神」へとエクステンドを遂げた。これらは連載中にプロジェクトが進行していた『G.U.』の設定を逆輸入したもの。また同様に作中で使用する必殺技「三爪炎痕」（さんそうえんこん）は、『G.U.』以降の作品で自律AIを含めたカイトの必殺技として採用されている。
『絶対包囲』の後、クロスオーバー作品『PROJECT X ZONE』へと出演。ブラックローズと共に未帰還者になってしまい、さらにPCボディのまま『PROJECT X ZONE』の主人公たちと共に様々な異世界を渡り歩くことになる。
帽子に刻まれている木属性の呪紋は作品ごとに造形が多少異なり、長円型の部分に宝石が埋まっていたり、長円形の部分が真円、あるいは点になっていたり、紋様そのものが簡略化され、左右に大きく開いていたりなどの違いが存在する。
The World R:2
AIDAに対抗するため、『R:1』時代のカイトを模した自律AIプログラム「蒼炎のカイト」としてAuraに創造された。ツギハギのゾンビのような姿で、禍々しい双剣・虚空ノ双牙を持つ。腕輪は持っていないが、データドレインを搭載している。
一般PCでは絶対に敵うことのない無敵の存在。襲いかかってきたレベル133のハセヲを赤子の手を捻る如く退けた。オーヴァンの情報操作によって「蒼炎を纏った謎のPK・三爪痕（トライエッジ）」と噂されるようになる。だが語る言葉を持たないカイトは誤解を解くこともないまま淡々と自分の任務を遂行し続けた。
碑文使いとして覚醒したハセヲたち、そしてオーヴァンと幾度となく激戦を繰り広げ、敗北しても元の姿に修復されて襲撃を繰り返す。しかしAIDA、そして反存在クビア駆除と目的を同じくした同志としてハセヲら碑文使いと最終的に和解、ハセヲに愛剣を託すとともにAuraの元へ返っていった。
オルカ同様、プレイヤーがログインし続けているかどうかは不明。
『Last Recode』のパロディモードではオルカ、バルムンクと共に伝説のロックバンド「三葬騎士団」という事にされている。
The World R:X
黄昏の騎士団のリーダー。
2020年の世界でフリューゲルの「ブリーラー・レッスル」によって石化させられてしまい、居合わせたトキオに騎士団の使命と「世界」の未来を託した。その後、石化からの解放を阻止するべく2010年の世界でもポザオネによって再度石化させられる。ストーリー最終盤に復帰し、洗脳されたアウラを解放するために黄昏の騎士団を率いて闘う。
PCの仕様の関係でフリューゲルに敗れたが、その彼が化物と呼んだ「葬天の騎士」、「葬海の騎士」を一撃で葬るだけの実力を持っており、シックザールの雇い主であるジーニアスからも事件解決のための重要な戦力として挙げられている。
また、『R:2』時代に登場した自律AIも「葬炎の騎士」として登場。「終焉の女王」と化したアウラの刺客としてグランホエールを襲撃するが、トキオとカイトにより倒される。本編終了後には協力者としてトキオの前に再び姿を現す。
VERSUS:The World
「VERSUS:The World」でプレイできるキャラクターの1人として登場。
イクシードは「蒼炎のカイト」。双剣に炎を纏わせることで攻撃力をアップさせる。アルティメットスキルは「データドレイン」。
The World ：Armed conflict
主人公たちの冒険序盤に現れた赤い外套を纏った謎の存在“赤衣の狩人”として登場。伝説のレリーフの欠片を守っていた。

### カズ
声：斎賀みつき
登場作品：.hack、.hack//黄昏の腕輪伝説（漫画版）、.hack//Link
プレイヤー
速水 文和（はやみ ふみかず）。速水晶良（ブラックローズ）の弟。姉よりも先に『The World』を始めており、姉の晶良が思いつきで示したエリアワード「Δ 隠されし 禁断の 聖域」にてスケィスと遭遇、未帰還者となった。黄昏事件の後に意識を取り戻したが、自宅の端末は姉に取り上げられているため、ネットカフェからの接続を強いられている。人懐こい性格で面倒見も良く、近所の子供たち（国崎秀悟や国崎玲奈など）の遊び相手となっていた。ハナと名付けたプレーリードッグ（この時代は輸入が解禁されている）を飼っている。
The World R:1
呪紋使いカズ。黄昏事件が解決すると意識を取り戻し、時折タウンに姿を現すようになる。
『黄昏の腕輪伝説』の漫画版では、バルムンクの要請で、かつての弟・妹分であるシューゴとレナをネットスラムへ導く役割を請け負う。以前よりも図太い性格に成長しており、碧衣の騎士団を挑発する程の胆力を見せた。

### ガスパー
声：矢島晶子
登場作品：.hack//Roots、.hack//CELL、.hack//G.U.、.hack//Link 黄昏の騎士団、.hack//Link
プレイヤー
牧 考太（まき こうた）。2004年4月21日生まれで、北海道在住の男性。2017年時点では中学生で、趣味のカードゲームとネットゲームを親にそれを許してもらうために、塾に通って成績上位を保ち続けている努力家である。身長175cm、体重90kgと恰幅の良い体格であるため無理やり子供相撲大会に出場させられたことがあり、その際に相撲部屋の親方からスカウトされたらしい。また、地元のサッカーチーム「ドサンコデ札幌」のファン。夢はカードゲームのデザイナーかイラストレーターになることらしい。
The World R:2
魔道士のガスパーとして活動。のんびりとした性格と喋り方だが心からThe Worldを楽しんでおり、どこか憎めない性格をしている。怖がりであると同時に極度の上がり症らしく、PK行為を嫌悪しており、アリーナへの参加も嫌がっている。プレイ歴は長くはなく、初心者支援を目的としたギルド「カナード」に、クーンに勧誘されて所属している。なお、カードゲーム『Crimson VS』（クリムゾン バーサス）伝説のチャンピオンでもある。
The World R:X
漫画版『Link』ではリヴィジョンが異なるが、『R:2』時代と類似したガスパーとして活動している。シラバスとともに活動しており、シラバスとともに司を手助けした。

### 銀漢
声：千葉一伸
登場作品：.hack//SIGN、.hack//ZERO、.hack//黄昏の腕輪伝説（アニメ版）、.hack//Roots、.hack//Link
プレイヤー
『SIGN』の時点で23歳の男性。当時はレンタルビデオ店に勤務するフリーター。その後の『ZERO』時点では居酒屋でアルバイトながら店長代理を務めており、正社員への道を模索しているが、しかし他のアルバイト社員から総スカンを食らうなど、苦難多き道のりを歩んでいる。
The World R:1
剣士/斬刀士銀漢（ぎんかん）。「紅衣の騎士団」に所属する騎士で、昴の補佐を務める。愚直なまでの正義感を持っており、その暴走が昴との不和を生み、結果的に騎士団の解散へと繋がってしまった。『SIGN』後も持ち前の正義感はぶれることはないものの、司のようなプレイヤーのことを認めるようになるなど成長がみられる。
4年後の『黄昏の腕輪伝説』では、古株のプレイヤーとして名が知れている。デバッグチーム「碧衣の騎士団」がかつての自分のような正義の押し付けを行っていると聞くや騎士団に執拗に追われるシューゴを庇うものの、運営の妨害および管理者への反抗を理由にアカウントを剥奪されてしまった。
過去作から引き続き登場するキャラクターを含め、登場人物の全てがデフォルメされた頭身になっている中、なぜか彼だけがリアルな頭身で登場する。
The World R:2
『Roots』26話では、BBSでの噂を見て『R:1』時代の「銀漢」の姿そのままでハセヲに会いに行っている。テレビアニメではシリーズ唯一の皆勤キャラとなっている。

### クラリネッテ
声：能登麻美子
登場作品：.hack//Link 黄昏の騎士団、.hack//Link、.hack//bullet
シリーズ新規キャラクターで彼女のみ、漫画版の著者・喜入屋めがね氏がデザインを担当。
プレイヤー
小春 寧々（こはる ねね）。2020年に16歳の女性。集団になじめず緊張症候群（カタレプシー）を発症し、曽我部隆二（フリューゲル）の治療を受けていた患者であった。精神疾患を患うまでは将来を有望視されていたバレエダンサーであり、イモータルダスク事件の後にハンブルクの国立バレエアカデミーへの留学試験を受けて合格した。留学に先立って曽我部からドイツ語の基礎を教わっており、リーリエ・ヴァイス（チェロ）とも私的な交流がある。
コミュニケーション能力を取り戻させる手段だった格闘ゲームの腕は、イモータルダスク事件の2年前にゲームセンターで出会ったトキオに圧勝するほど。
The World R:X
クラリネッテとして活動（職業不明。ゲームキャラとしては拳闘士に相当）。当初はCC社に雇われたハッカー集団シックザールのメンバーで、ナンバー4「舞姫」。シックザール最強の近接戦闘のエキスパート。
非常に無口で仲間とのメールの遣り取りも「単語」だけで「言葉」がないことがしばしばだが、フリューゲルに対しては親愛の情を抱いている。「強い相手と（ゲームで）闘う」ことを欲する根っからの対人ゲームプレーヤーで、プレイヤー自身の高いゲームプレイングスキルによりPCの戦闘能力も他の追随を許さないほど。

### 榊
声：小西克幸（榊）、皆川純子（リアル）
登場作品：.hack//CELL、.hack//G.U.、.hack//Link
プレイヤー
鵜池 トオル（ういけ トオル）。2007年生まれの小学生。田島ミチルの教え子で、成績優秀でありながら運動も万能で、極めて成績優秀。しかし早熟のため現実の友人では物足りなくなり、『The World』内で「榊」という一個人として扱われることに没頭する。事件後はゲームに関する記憶を喪失したことが報じられた。
小説版『G.U.』では成人男性となっている。売れない舞台俳優で、自分の演技力を誇示するために『The World』をプレイしていた。
The World R:2
撃剣士榊（さかき）。「月の樹」の二番隊隊長。欅に代わって実務を取り仕切っているため彼をマスターと目する者も多い。PK廃絶を掲げ、秩序を重んじるプレイスタイルにはアトリや松など強い信頼を寄せる者も多いが、実際は独善的で上昇志向が強く、欅を失脚させての月の樹乗っ取りを計画していた。
オーヴァンからAIDAを授けられた後は暴走し、ボルドー、果てはアトリまでも利用し、配下の部隊長たちとともにクーデターを起こすが、ハセヲによって阻止される。その後はAIDAと同化して復活、CC社にAIDAを操れる事を売り込み『The World』の大部分を掌握するも、またもハセヲによって倒され、認知外空間に逃げ込んだ先で三蒼騎士に処分されてしまう。
小説版『G.U.』ではジョブは斬刀士。漫画版『G.U.+』では潔白で、最後まで野望を抱く様子もない一般PCのままだった。

### 朔望
声：豊口めぐみ
登場作品：.hack//G.U.、.hack//Link、ギルティドラゴン
プレイヤー
中西 伊織（なかにし いおり）。和歌山県在住、2006年生まれの男性。軽度の先天性知的障害があり、後天性の多重人格者である。本来双子として生まれるはずであったが、姉を死産したのが原因で両親の関係が悪化、伊織自身も虐待されるうちに母親に言われた言葉が「朔」の生まれたきっかけとなった。
「朔」の人格は伊織の防衛目的によって生み出されたものであり、ゲーム版『G.U.』において伊織が三崎亮（ハセヲ）を兄として慕うようになると、役割は終えたと判断して自ら消滅することを望むようになる。ただし、伊織自身はそれを望んでおらず、作中ではハセヲと朔のメールでのやり取りによって引き止めることが可能。
なお、双子の姉は生まれていれば「中西 桜」（なかにし さくら）と名づけられる予定であった。
時期は不明だが、The Worldで知り合った誰かが児童相談所に連絡し、相談所を通じて事情を知った父親の手引きにより、父の地元に避難する事となった。AIDA事件後は父方の祖父母の家に暮らしている。（SECRET FILE収録の小説より）
The World R:2
魔導士朔望（さくぼう）。第五相「策謀家」の碑文使いPC。「朔望」とは、新月（朔月）と満月（望月）をあらわす言葉である。
朔と望という双子が操るPCで、操っている人間によって性格がガラリと変わる。外見的にも、帽子の飾りとランドセルの色、スカートか否かで判断が可能。望は年齢の割に幼い性格（前述の理由による）でハセヲの事は兄のように慕い、ハセヲの方も望に対しては何かと甘い。朔は非常に気が強い性格で関西弁を話し、エンデュランスには偏愛を向ける一方で彼と対立していたハセヲは敵視する。仲間になった後もエンデュランスがハセヲに傾倒するようになった為に一層敵意を強めていく。
たびたび不自然な入れ替わりを見せていたが、前述のとおり双子ではなく多重人格者である。朔はエンデュランスを思う気持ちをAIDAによって増幅され暴走、望もそれに引き摺られるような形で憑神に開眼し、暴走させてしまう。エンデュランスを探すハセヲに襲い掛かるが沈静化され、以降エンデュランスとともにレイヴンに協力することとなる。朔が自らの消滅を望むようになると、望は自分の呼びかけに答えないことに心を痛め、The Worldを放浪していたアイナと出会い友達となる。
小説版『G.U.』では、憑神を巫器「憑神書（ゴレ）」として持ち、碑文の力によって味覚が増幅されている。碑文使いとして完全に覚醒していたのは朔のみで、望ははじめから物語に関わっていない。「カナード」のギルドメンバーとなっている。漫画版『G.U.+』では、当初から未帰還者であるため、録画された映像でのみ登場する。
『Last Recode』のパロディモードでは、道行く女性を値踏みしていたハセヲに自分から売り込んでその心を射止めている。
The World ：Armed conflict
謎の存在ファントム。冠を戴く猫に乗った謎の道化“紫双月の悪戯猫”として登場。猫と道化の姿を切り替えて二身一体の攻撃を繰り出す。

### ジーク、クーン
声：櫻井孝宏（プレイヤー、ジーク）、三木眞一郎（クーン）
登場作品：.hack//ZERO、.hack//Liminality、.hack//Roots、.hack//G.U.、.hack//Link
プレイヤー
香住 智成（かすみ ともなり）。石川県金沢市在住、1993年生まれの男性。ノリは軽いが責任感は非常に強く、プレイヤーの相談相手になることも多い。その際、解決するために水無瀬舞に相談しており、これがきっかけとなって恋仲に発展している（が、後に破局）。女性プレイヤーに頼られることが多く修羅場にハマり込んだことも何度かあるのだが、自分の手に余るようなことはせず、女誑しというわけではない。2017年時点でも未だ変わっておらず、その時点で女性のメールアドレス登録件数は972件、1000件目に佐伯令子（パイ）のプライベートアドレスを登録することを目標にしている。2017～2018年時点ではフリーターで、『あるいは世界を紡ぐ蛇たちの見る夢』ではアルバイト先の正社員の誘いを断ってCC社への社員登用を狙っているが上手く行っていない。
舞とともに『The World』をプレイしていたとき、スケィスのデータドレインを受けて未帰還者となった。意識を取り戻した後も『The World』を続けた。『R:2』に移行後は碑文使いとして選定されたことでCC社に見出されることとなる。『Link』の特定条件をクリアして出現するシナリオを見る限り水無瀬舞のことは全く振り切れておらず相応しくなるための努力はしている。ただし、待ってもらう約束はしていない。上京後、舞とは一度も顔を合わせていなかったようで、2018年頃に彼女が結婚していたことを高校の同級生から告げられている。（SECRET FILE収録の小説より）
The World R:1
剣士ジーク。第2次ネットワーククライシスにおける未帰還者の1人。当時の有名プレイヤー「バルムンク」への対抗意識から「ジークフリート」をもじったPC名を名乗る。様々なレースイベントで上位ランカーとなっている実力派で、その鎧姿から“鋼の貴公子”とも呼ばれている。
The World R:2
銃戦士クーン。第三相「増殖」の碑文使いPC。
古参のプレイヤー。ケストレルの副団長を務めていたが退団し、『Roots』ではタビーたちに対して『The World』の基礎を教えたことがきっかけとなって初心者支援ギルド「カナード」を設立した。
しかし、憑神が開眼したことで周囲に及ぼす影響を考えて「カナード」をシラバスとガスパーに預け、パイから勧誘を受けて「レイヴン」へと移った。オーヴァンの持つ危険性を映像として、パイ達によって見せられている。
ゲーム版『G.U.』では衝突しがちなハセヲとパイのクッション役になることが多く、ハセヲの良き兄貴分として彼を支えている。
小説版『G.U.』ではジョブが重槍士に変更されており、巫器「憑神槍（メイガス）」を持つ。他メディアのクーンよりも水無瀬への未練や英雄願望がとりわけ強く、それを見透かしたオーヴァンによってAIDAを植え付けられ、ハセヲ達と敵対してしまう。
『TRILOGY』のパロディモードではアイナと同棲した所為でオーヴァンの逆鱗に触れてしまう。

### 志乃
声：名塚佳織
登場作品：.hack//Roots、.hack//CELL、.hack//G.U.、.hack//Link
プレイヤー
七尾 志乃（ななお しの）。1997年生まれで、埼玉県在住の女性。2017年の事件当時は大学生で、事件において未帰還者となった1人。未帰還者となる前は独り暮らしをしていたが、意識が戻った後は埼玉の実家に戻っている。趣味は読書やお菓子作り。
The World R:2
呪療士志乃（しの）。ギルド「黄昏の旅団」のサブリーダーで、オーヴァン不在時にはマスター代行を務めている。見た目そのままの優しい女性キャラクターだが、芯はしっかりしている。「黄昏の旅団」発足時からのメンバーで、フィロによってアイナと出会い、アイナによってオーヴァンと引き合わされている。
アカウントを作成して間もないタビーと出会い、ゲームの基礎を教える。その後、タビーとハセヲの勧誘に関わり、「黄昏の旅団」のサブリーダーとして存在感を示している。オーヴァン消失後は一時的に塞ぎこんでいたようだが、帰還を信じてハセヲと行動をともにしていた。しかしある時、何かに呼ばれて訪れたグリーマ・レーヴ大聖堂で三爪痕によってPKされ、プレイヤー自身も未帰還者となってしまった。
グリーマ・レーヴ大聖堂でPKされた経緯は、左腕のAIDAの暴走によって八咫の下から逃げ出すことができた瀕死のオーヴァンに呼び出され、暴走した左腕によって未帰還者にされたとの真相が語られている。『Roots』25話によると、そこでオーヴァンに駆け寄った際にPKされている。漫画『G.U.+』では自らの意志でPKされた事になっている。
当初志乃はモルガナ因子（第二相イニス）の適格者であったが、予期せぬ事態によってロストしたために次の候補者であったアトリへと受け継がれた。『G.U.+』では「再誕」までは碑文使いとして扱われていたが、「再誕」以降を描く第二部にてゲーム同様にアトリへと受け継がれている。
『Last Recode』のパロディモードでは競艇に勝てないハセヲにガセネタを売り付けてカモにしたり、『Link』や『ギルティドラゴン』と言った後発作をネタにする腹黒いキャラと化している他、ハセヲとオーヴァンが動画サイトにアップロードした動画に低評価を付けている。

### シラバス
声：阪口大助
登場作品：.hack//Alcor、.hack//Roots、.hack//CELL、.hack//G.U.、.hack//Link 黄昏の騎士団、.hack//Link
プレイヤー
森野 優一（もりの ゆういち）。宮城県在住で、1998年生まれの男性。小学校のころからネットを始めていたが、ネットゲームは親から禁止されていた。友達から『The World』の話を聞いて興味を持っており、大学合格を機に独り暮らしと『The World』を始めている。健康を考えてランニングを習慣付けているが、その最中でも『The World』をプレイするほどの熱中ぶりである。最近は「カナード」の影響もあり、ボランティア活動も行っている様子である。作中では触れられないが珍獣マニアであり、大学では「UMA研究会」に所属している。
The World R:2
斬刀士シラバス。クーンの勧誘により初心者支援ギルド「カナード」が発足して間もなく加入したプレイヤーで、後にクーンが脱退するとギルドマスター代理を任されている。人当たりの良い性格で、ギルドの活動も精力的にこなしている。タウンで苦しんでいた碧と出会い、それ以来ことあるごとに気に掛けるようになっている。
その後、データが初期化されたハセヲと出会い、初心者と勘違いして力を貸すようになる。これは、クーンから面倒を見てくれと頼まれていたためであるが、当初は本当に初心者だと思っていたようである。クーンからギルドマスターを頼まれ、無理を言って困らせる訳にもいかないと一応引き受けたものの、自分は統率するタイプではないことを自覚していた。ハセヲと出会ったのは渡りに船で、カリスマ性とリーダーシップを見出し、半ば押し付ける形でマスターを譲っている。2018年頃にはハセヲからマスターを譲られており、カナードを大ギルドにまで発展させている。（SECRET FILE収録の小説より）
The World R:X
漫画版『Link』では、リヴィジョンが異なるが『R:2』時代と類似したシラバスとして活動している。カナードに所属していることと性格は変わっておらず、トキオとはぐれて途方にくれていた司と出会い、忍者刀を紹介した。

### 砂嵐 三十郎
声：増谷康紀
登場作品：.hack、.hack//黄昏の腕輪伝説、.hack//Link
プレイヤー
アメリカ合衆国サウスダコタ州在住の男性（本名・生年ともに不明）。日本の時代劇作品のファンで、部屋には時代劇のビデオテープやDVDが数百本そろっているらしい。日本語の理解も深く、ボランティアで近所の子供達に日本語の勉強を教えており、その教材にも時代劇の小説や脚本を使っているらしい。アニメ版『黄昏の腕輪伝説』では、HOTARUのプレイヤーも生徒の1人。日本語の学習のために日本サーバーでのプレイを勧めている。なお、リアルではゲーム中の豪快な性格とは違い、非常に温和な態度で人に接する。『黄昏の腕輪伝説』のボイスドラマでは、HOTARUとともに日本を訪れているが途中ではぐれたらしく、ほとんど登場しなかった。
The World R:1
重剣士砂嵐 三十郎（すなあらし さんじゅうろう）。三船敏郎をイメージした侍風のPCを使用し、日本刀タイプの大剣を好んで使用する。面倒見は良く義理堅いが、ベタベタした付き合いや馴れ合いは嫌っている。ただクサいシチュエーションは馬鹿にしつつも好きらしい。豪快な物言いだが時代劇に片寄った日本語の知識であるため、メールには様々な誤字や古臭い表現が目立つ。
アニメ版『黄昏の腕輪伝説』では、シューゴと出会い、再び災厄が迫りつつあることを危惧するバルムンクからシューゴを「腕輪の勇者」として相応しい者として鍛えるように依頼される。それ以来、シューゴとは師弟関係を結んでいる。
マンガ版『黄昏の腕輪伝説』では、日本語に苦労するHOTARUを助け、彼が初めてメンバーアドレスを交換した友人となる。

### 昴
声：名塚佳織
登場作品：.hack//SIGN、.hack//ZERO、.hack//Link 黄昏の騎士団、.hack//Link
プレイヤー
御園 真理子（みその まりこ）。『SIGN』の4年前から足に障害を持つようになり、車椅子での生活を余儀なくされており、通信制の学校を利用して学習している。どんな境遇・身分・状況等に置かれた人間でも関係無く、同じ立場の一人の人間としていられる世界に興味を持ち、『SIGN』の1年ほど前に『The World』をプレイするようになった。『The World』を彷徨っていた司がログアウトできるようになった後、リアルで司と会い、それを機に『The World』を離れていたが、佐藤一郎からの意味深なメールを受けて一時的に復帰した。その後、2020年の『The World R:X』公開の頃に復帰している。
The World R:1
重斧使い/重槍士昴（すばる）。何者に対しても偏見を持たない心と穏やかな態度で接する心優しい性格で、『The World』の自治団体「紅衣の騎士団」の創設者の1人で団長でもあり、その団員らにとっては心の拠り所のような存在でもある。『SIGN』の時点までに1年以上のキャリアがあるが、プレイ時間のほとんどを騎士団の責務に充てているためPCのレベルは高くない。騎士団に追われる司が気にかかり、想いを寄せていく。銀漢らに支えられて『The World』の治安維持に努めようとするが、管理者から不正規PCとして追われる司と出会い、関わっていく中で団員らの不信感から反旗を翻され、また団員らによる容赦無い処罰行為が発覚したことで、「より良い世界を作るための自治」から「完全なる管理」へと目的が変化してしまった騎士団に限界を感じ、解散を決意する。
自分の存在できる場所を失ってしまった昴であったが、彷徨の末に司の傍らこそが自分の居場所だと見出し、それからは司の心の支えとして常に側に寄り添っていた。司がログアウトできた後は『The World』を離れていたが気になるメールを受けて復帰、BBSをチェックした際に身に覚えのある様々な単語が羅列してあったカールの書き込みを発見し、カールとコンタクトを取った。
ゲーム版『.hack』には「Δ隠されし禁断の聖域」やルートタウン等で、思念体として登場。クリア後にPCとしてパーティに加えることが可能になるが、司同様に本人ではなく放浪AIである。
The World R:X
漫画版『Link』では、リヴィジョンが異なるが『R:1』時代と類似した昴として復帰している。一時期離れていた『The World』に復帰した理由は不明で、黄昏の騎士団のメンバーかどうかの明言もないが、『SIGN』と同様に司の支えとしてサポートしていくこととなる。

### 楚良、ハセヲ
声：家中宏（楚良）、櫻井孝宏（ハセヲ）
登場作品：.hack//SIGN、.hack//ZERO、.hack//Roots、.hack//CELL、.hack//G.U.、.hack//Link 黄昏の騎士団、.hack//Link、.hack//Versus、ギルティドラゴン
プレイヤー
三崎 亮（みさき りょう）。東京都在住の、2000年生まれの男性。親は大手企業に勤務しており、不自由ない生活を送っている。
幼い頃から『The World』をプレイする古株プレイヤーの1人。『The World』では、小学生の当時から年齢相応とは思えない洞察力や微妙な駆け引きなどを見せていたが、時折言動に見られる幼稚さや奇行が年齢を物語っていた。好奇心が旺盛で、2010年ごろに頻発していた異常現象を独自に調査していたが、それが原因で未帰還者となってしまった。黄昏事件の解決まで意識を取り戻すことはなく、意識を取り戻した後には『The World』に関する全ての記憶を失っていた。
両親から意識不明となっていたことについて知らされないまま育ち、何か満たされない日常に退屈していた。高校生となったころに友人から『The World R:2』を勧められ、何ともいえない懐かしさを感じてプレイするようになる。
『R:2』の事件解決後に『The World』を引退しており、犬童雅人を救う方法を探していたところ佐伯令子がNABに転職したことを香住智成から聞き、コネを使ってNABに就職した。就職後はネットワーク監視や実地調査などに忙殺される日々を過ごしている。
小説版『G.U.』では、『The World』に没頭するあまり成績は降下の一途を辿り、学校ではジャンキーのあだ名で笑いものにされているような、リアルをなげうった向こう見ずな少年として描かれている。性格も非常に攻撃的かつ厭世的になっており、未帰還者を救おうとする苦痛の旅路を誰ともわかちあえない孤独感に溺れ、他者を寄せ付けないとげとげしさに溢れている。なお、この小説版では楚良としての記憶を取り戻している。
The World R:1
双剣士楚良（そら）。名前は松尾芭蕉の弟子で「奥の細道」の旅の従者河合曾良から取ったものらしい。キャラクターレベルが非常に高く、当時の『The World』では屈指の有力プレイヤーである。「だみょん」や「ばみょん」などが口癖。好きなエリアワードは「裏切り」と「虚無」。
“面白いこと”が行動原理であり、管理者に追われる不正規な存在である司や、司に深く関連すると思われた伝説のアイテム“Key of The Twilight”に興味を示していた。その過程で銀漢ら紅衣の騎士団やBTとも関わりを持つが、友好的とは言いがたく、多くは後に敵対している。司を追う過程で幼いアウラと出会い、アウラが“Key of The Twilight”であると直感してモルガナに協力するようになるが、高圧的な態度から信用できなくなり司を逃がすために裏切っている。それによりモルガナの逆鱗に触れ、スケィスのデータドレインを受けて未帰還者となっている。
データドレインPCはプレイヤーの意識が『The World』に閉じ込められ、普段は通常のPCと同様に行動しており自我も保ってはいるが、実際はスケィスの呪縛にその心を支配されている。『ZERO』ではカールがアウラに思い巡らせた時や接近した時などに、スケィスの意思と力が楚良の身体を媒介に現出する。
第1期ゲーム『.hack』では、他の『SIGN』キャラクター同様思念体として登場するが、プレイヤーの意識は『The World』内に閉じ込められたままである。スケィスが倒されたことで呪縛が解け「Λにじり寄る 裏切りの 虚無」でカイトと出会い、八相と戦うカイトに自らの双剣を託している。事件解決後に仲間に加えることが可能になるが、このPCは三崎亮自身が操作しているのではなく放浪AIである。
『G.U. Begins』では、スケィス撃破後に意識だけの存在としてカイト達の戦いを最後まで傍らで見守っていた。最初はカイトのことを腕輪しか取り柄がないと批判する姿勢を取っていたが、彼の強さを知り最終決戦の時にその姿勢を改めた。
その後日談となる『Unison』ではルートタウンを騒がしているPKとして登場。ミストラルに執拗にメンバーアドレスの交換を求めるが、割り込んだクリムによって退けられている。その後、ネットスラムでの祭を物寂しげに覗いていたが、その様子に気付いた司が楚良に歩み寄る。
The World R:2
錬装士ハセヲ。名前は松尾芭蕉（はせを）に由来する。アニメ『Roots』とゲーム版『G.U.』の主人公で、第一相「死の恐怖」の碑文使いPC。『Roots』の物語開始と同時にプレイを始めた初心者で、「何でもできそうで、かっこよさそう」という理由で錬装士を選択している。黒装の錬装士で、ログイン直後に扱える武器は双剣のみ。1度目のジョブエクステンドで2ndフォームとなり大剣が、2度目のジョブエクステンドで3rdフォームとなり大鎌が使用可能となっている。通常ならばエクステンドは最大2度であるが、ゲーム版『G.U.』では欅による改造で仕様外の3度目のエクステンド（後述）が行われXthフォームとなり、仕様外の武器「双銃」が使用可能となる。
アカウントを作成して間もなく初心者狩りを専門とするIyotenとアスタにPKされるが、オーヴァンによって救い出される。オーヴァンの不思議な雰囲気に魅かれるハセヲは、オーヴァンがマスターを務めるギルド「黄昏の旅団」への所属を決意する。志乃やタビーらギルドメンバーとともにレアアイテム“キー・オブ・ザ・トワイライト”を探索する過程において、志乃と過ごす時間の中に自分の居場所を見出していくが、オーヴァンが行方不明となり、志乃も三爪痕にPKされプレイヤー自身も未帰還者となったことでハセヲの精神は加速的に暴走していく。
志乃を救い出すため三爪痕を探して『The World』を奔走するハセヲであったが、手がかりを得られず周りの諌める声も全て切り捨て次第に手段を選ばなくなっていった。レベル上げの過程で参加した「痛みの森」と呼ばれるイベントで謎の意識的存在“ハロルド”と接触したハセヲのPCボディは、禍々しいディテール（3rdフォームだが仕様外なジョブエクステンド）へと変貌していく。
PKを追うことで三爪痕の手がかりを追おうと手当たり次第にPKを狩り始めたハセヲは、PKK（PKキラー）として恐れられ、“死の恐怖”の通り名で知られることとなる。その過程で三爪痕と遭遇したという碧の噂を聞き、戦いを挑み情報を聞き出そうとするが、碧自身も三爪痕が何なのか良く分かっていなかったため収穫は無かった。しかしその後は碧に対して協力的な態度を示しており、失踪した碧の情報をアダマスに与えたり、碧をボルドーから救ったりしている。
最終的にはグリーマ・レーヴ大聖堂で三爪痕と遭遇したが、三爪痕のデータドレインを受けキャラデータやメンバーアドレス、メールなどのPCデータが全て初期化されてしまう。直後、オーヴァンからのメールを受け取ったハセヲはそれでも尚、再びこの世界に踏み込むことを決意し再度ログインする。
新たな出会いがありながら改めて三爪痕の情報を集めていくうちに、八咫率いるギルド「レイヴン」の存在と『黄昏の碑文』や「憑神」についての情報を知ることとなる。そして三爪痕の情報と引き換えにレイヴンへの協力を約束したハセヲは、アトリやシラバス、ガスパーらを初めとする様々な人物との関わり、揺光たち仲間の未帰還者化などを通じて『The World』という存在を考えるようになっていく。
八咫から自らが碑文使いであることを知らされたハセヲだったが、しばらくは開眼に至らず、紅魔宮トーナメント1回戦の対戦中においてボルドーに圧倒され、そのときの極限状態がスケィスに開眼するきっかけとなる。しかし、以後新たな力を得て自惚れが生じ「相手を倒して認めさせる」という感情が高ぶり、トーナメント3回戦では碑文の力の発露を抑えられず、トーナメント決勝ではスケィスが暴走するにまで陥ってしまったが、その際にクーンの決死の説得を受けて冷静さを取り戻す。それ以降はスケィスが暴走することもなく、周囲からも徐々に碑文使いとして、皆の中心として頼りにされるようになっていった。竜賢宮トーナメントの決勝戦では太白のAIDAに飲み込まれるも、増幅された感情に支配されることなくそれを押さえ付け、AIDA感染も跳ね除けてハセヲの精神の強さと成長を見せつけている。なお、スケィスの姿はハセヲのジョブエクステンドに応じて変化する特徴がある。
スケィスのデータドレインにより全ての碑文(全ての碑文使いのデータ)を宿したことで、AIDAを除去する「再誕」のスイッチとなる。オーヴァンによって「再誕」が発動され、爆心地にいたハセヲのボディは著しい損傷を負ってしまうが、欅によって修復されるとともにXthフォームへと変貌を遂げている。これまでの戦いにより全ての碑文（＝モルガナ因子）を宿すハセヲは神であるAuraを顕現化させるための鍵でもあるが、同時にモルガナ因子の反存在であるクビアを生み出してしまう。その後、意識を取り戻した仲間たちと協力し、クビアを撃退することに成功する。
ギルドは前述の「黄昏の旅団」と「レイヴン」のほかに、「カナード」のギルドマスターを務めている。データが初期化されたころにシラバスと出会い、ギルドマスターを託されている。なお、アリーナは紅魔宮・碧聖宮・竜賢宮の全てを制覇している（小説版『G.U.』では紅魔宮のみ）。
小説版『G.U.』では、望の手伝いで「カナード」に所属している。志乃を失ったことによるショックを、ボルドー達とのアリーナ戦における窮地やオーヴァンによって揺さぶられ開眼し、黒き月魄の巫器「憑神鎌（スケィス）」を手にした。2ndフォームは登場せず、Xthフォームもゲーム版とは異なっている。
物語序盤でおきたグリーマ･レーヴ大聖堂における蒼炎のカイトのデータドレインはハセヲの背後にいたオーヴァンを狙ったものであり、オーヴァンは番匠屋淳によって掛けられた碑文使いPCのプロテクトを消して碑文の力を開眼させるためにハセヲを陥れた。ということが明かされている。
『TRILOGY』では、碑文使いとして開眼するのは蒼炎の守護神と戦う時（そこに至るまでの経緯も細部がゲームと異なる）。戦闘後、AIDAに感染したアトリを救うために彼女とPCデータとリンクし、意識を共有して心の闇に囚われたアトリを救うも、その直後にオーヴァンが現れ、左腕のトライエッジを開放しハセヲを襲う。ハセヲを庇ったアトリは目の前でバラバラにPKされ、さらにトライエッジがオーヴァンだったという事実によって憎しみと怒りに囚われてしまい、碑文と歪んだ融合を果たして仕様外のエクステンドB-st（ビースト）フォームに姿を変え、オーヴァンを追う。創造主の部屋で仕様を逸脱した激闘を繰り広げるもオーヴァンとAIDAの圧倒的な力に敗北しかけるが、精神を『The World』に取り込まれたアトリとの対話によって心の檻を抜け出し再びエクステンド。仕様外のXthフォームへとエクステンドを果たし、アトリとの対話によって思い出した「オーヴァンを助ける」志乃との約束を遂げるために再びオーヴァンに立ち向かう。憑神での激戦を繰り広げ、最期はハセヲの勝利で終結する。オーヴァンはついにハセヲに全てを明かし再誕を発動させて消えていった。
ハセヲはオーヴァンを救うためにアトリの碑文の力を借り、『The World』の深淵で消えてゆくオーヴァンを救い出す。
『Last Recode』で追加された「Vol.4」では、一連の事件からしばらく経った後に『The World』を引退し、CC社を辞めてNABに入った佐伯令子（パイ）の元で『The World』に囚われたままのオーヴァンの精神の捜索に専念していた事が語られた（本人曰く、2018年の頭頃から）。また、アトリには頭が上がらなくなっている。『The World R:2』のサービス終了直前に至ってようやく発見したオーヴァンを救おうとしたものの、碑文を封印したハセヲでは力が及ばず、同時に襲撃した「陰なる災厄ベガルタ」との戦いに巻き込まれる。その中で、「クサビラ」という姿を得たTriedge<トライエッジ>の協力で碑文を取り戻し、5thフォームへの進化を果たす。遂にはオーヴァンを救い出した後、彼との共闘で「災厄の海モラルタ」を撃破。サービス終了日には『The World』最後の日を仲間達と共に楽しんだ。
『TRILOGY』『Last Recode』のパロディモードでも出番が多く、女たらしな言動やスケベさが描かれたりなど全編に渡って暴走する一方、アトリに痛めつけられたりオーヴァンに偏愛を向けられるなど自身もかなり酷い目に遭っている。また、あるエピソードでは楚良時代を思い出して自らネタにしている。
The World R:X
漫画版『Link』では、リヴィジョンが異なるが『R:2』時代と類似したハセヲとして活動している。カイトとともに黄昏の騎士団として活動していたが、シックザールによって過去の記憶を改竄され、PKK「死の恐怖」として恐れられた頃へと戻ってしまっている。
ルミナ・クロスでPKされそうになっていたトキオを救出して興味を示すが、シックザールのポザオネの介入で「志乃をPKしたトライエッジはトキオ」という記憶を植えつけられ、さらに強化のチートを施される。アリーナでチャンピオンとなった揺光に挑戦、揺光を一蹴してチャンピオンの座に就いた。その後もポザオネの洗脳は強化されていき、トキオとのアリーナ戦では理性を失いB-stフォームとなって司を戦闘不能に追い込むが、トキオによって洗脳を解かれ協力してポザオネを撃破、トキオへの協力を約束している。
ゲーム版『Link』では『Roots』時代にてトキオと出会い、「黄昏の旅団」に加わった彼と行動を共にするが、ふとしたすれ違いによって、トキオのことを「志乃を見殺しにした奴」とみなしてしまい、反目したまま一時別れることになる。
その後G.U.時代にて再会した後、三爪痕との戦いに臨み敗北するが、PCは初期化されず「レイヴン」にも加入することなく、1人スケィスを成長させるためにアリーナへと臨み、多くのPCをキルしていった。その後クーンと対立した際に、彼がAIDAに感染していたことが判明。暴走するハセヲは榊が反乱を起こした「月の樹」の@HOMEへ乗り込み、アトリのイニスを撃破する。しかし彼女にとどめを刺そうとした瞬間、志乃の面影を見出し思い留まる。そしてそこへやって来たトキオに敗れ、ようやく正気を取り戻したのだった。その後オーヴァンと交戦し「再誕」を発動させることになるが、その後の消息は不明のままトキオがクロノコアを入手。『R:X』時代のマク・アヌへ戻った時に、石化から復活することで、ようやく再会することになる。
楚良だった頃の記憶は戻っていないが、ゲーム版では司に既視感を覚えるような様子が見られる。
VERSUS:The World
「VERSUS:The World」でプレイできるキャラクターの1人として登場。
イクシードは「Xthフォーム」。Xthフォームにエクステンドし、武装が双銃に変化する。アルティメットスキルは「死の恐怖スケィス」。
The World ：Armed conflict
B-stフォームをさらに禍々しくした死神のような姿“漆黒の恐怖”として登場。

### チェロ
声：釘宮理恵
登場作品：.hack//Link 黄昏の騎士団、.hack//Link、.hack//bullet
プレイヤー
リーリエ・ヴァイス。ドイツ人の2010年生まれの女性。幼い頃に列車事故で家族を亡くしてPTSDと診断される。当時すでに故人であった遠縁のカヤ・フレーベの夫、曽我部隆二（フリューゲル）に引き取られ、彼のCCジャパン就職に伴い7歳の頃日本に移り住んだ。このいずれかの時期に彼の養女となっている。2023年にはPTSDもほぼ完治している。
曽我部の患者の一人である小春寧々（クラリネッテ）やイモータルダスク事件の際に知り合った九竜トキオとはその後も親交がある模様。
The World R:X
チェロ（職業不明。ゲームキャラとしては撃剣士に相当）。当初はCC社に雇われたハッカー集団シックザールのメンバーで、ナンバー2「猛獣使い」。団長フリューゲルの世話役兼突っ込み役で、自称「団長の保護者」。明るく無邪気な振る舞いとは裏腹に、仕事にはマジメ。シックザールのメンバーをあだ名で呼ぶことが多い。謎の生物を模したぬいぐるみ「グリちゃん」（上記の列車事故で死んだヴァイス家の飼い犬、グリットに由来）を操る。

### 司
声：斎賀みつき
登場作品：.hack//SIGN、.hack//Link 黄昏の騎士団、.hack//Link、.hack//Versus、ギルティドラゴン
プレイヤー
荘司 杏（しょうじ あん）。生年は不明の女性。幼い頃に母親を亡くし父子家庭で育てられたが、父親からは愛情のかけらもなく、長年にわたって虐待を受けていた。杏にとって現実世界は「クソみたいな世界」でしかなく、現実逃避先として『The World』を始め、現実世界の女性「杏」を否定する妄想からか男性PC「司」を演じるようになる。
しばらくは通常のPC同様にプレイしていたが、『The World』の管理プログラムモルガナによって意識のみ『The World』内に取り込まれてしまう。当初は全てを抱え込み自分の殻に閉じこもっていたが、昴やミミルとの交流を経て心を開き、モルガナの呪縛を解き放って現実世界に帰還している。一方、一連の事件解決まで現実世界の肉体は、昏睡状態となっていた。一時、父親によって生命維持装置を止められたものの、大事には至らなかったようである。なお、父親はこの一件で逮捕、同時に親権を剥奪されたものと思われる（小説版の『ZERO』では佐久間（ベア）が後見人として面倒を見ている）。
現実世界への帰還後、第1期ゲームまでの間に帰還前の約束どおり真理子（昴）やミミルのプレイヤーと現実世界で再会している。『ZERO』では佐久間の援助の下で全寮制の学校で学業や心身のリハビリを続けつつ新たな生活を始めている事や、真理子との交流など、ログアウト後の彼女の姿が描かれている。
その後、ログアウトを機に『The World』を離れ、2015年の『The World R:2』移行までに引退、2020年の『The World R:X』公開の頃に復帰している。
The World R:1
呪紋使い/呪療士司（つかさ）。マナーを無視し、他者との交流を拒絶している少年。『SIGN』の主人公で、モルガナによってアウラの正常な覚醒を阻止するため『The World』内に取り込まれ、精神状態はアウラとリンクされていた。そのままログアウトができなくなり、『The World』上の痛覚などを認識する特異な状態に陥ってしまう。同時にカオスゲートを経由せずにエリア移動する能力や、鉄アレイ型モンスター「黄昏の守護者」を操る能力などを身に付け、イレギュラーな存在として銀漢ら紅衣の騎士団から危険視される。
当初の性格は極めてネガティブで、現実世界に戻りたいという意思は全く見せなかった。しかし、昴やミミルらとの関わりを通じて徐々に心を開き、自ら現実世界に戻ることを熱望するようになる。司がポジティブな思考に向くことを阻止しようとするモルガナを退け、司自身が成長した結果としてアウラが正常な状態で覚醒したことにより、司も現実世界へと帰還する。
第1期ゲームでは、他の『SIGN』キャラクター同様思念体として登場する。黄昏事件解決後に仲間に加えることが可能になるが、PC自体はプレイヤーの手を離れて放浪AI化してしまっており、記憶が曖昧になっている。なお、初期Lvは低いが、持っている武器「クソみたいな世界」はゲーム中最強の杖である。
その後日談となる『Unison』では放浪AIだったPCを取り戻し、学校の寮からログインをしている。エルクとの出会いやミア（＝マハ）との邂逅、アウラの眠る場所で約束を交わし別れた楚良との再会など、戻って来て間も無い内に様々な経験をした。
The World R:X
漫画版『Link』では、リヴィジョンが異なるが『R:1』時代と類似した呪紋使い司として復帰している。カイトとともに黄昏の騎士団として活動していたが、シックザールによって過去の記憶を改竄され、昴たちとの記憶を失い『SIGN』当時のネガティブな性格へと戻ってしまっていた。PCに秘められた特殊能力は「ガーディアン」。
トロンメルに捕らわれるもクロノ・コアを渡すことは拒んでいたが、連れていたプチグソがクズデータにされてしまったことで露見してしまう。しかし、駆けつけたトキオに救い出され、改竄されて失った記憶の一部を取り戻した後、トキオとともに黄昏の騎士団の仲間を探すこととなる。トキオとともにハセヲとのアリーナ戦に挑んだが、B-stフォームとなったハセヲの攻撃を受けて戦闘不能、ポザオネによってクロノ・コアが奪われてしまった。
VERSUS:The World
「VERSUS:The World」でプレイできるキャラクターの1人として登場。
イクシードは「守護者召換」。「黄昏の守護者」を召喚し、同時に攻撃する。アルティメットスキルは「戒めの砲台」。
The World ：Armed conflict
茨に拘束された“翠緑の囚人”として登場。必殺技を出すときに黄金の鉄アレイのような存在が現れる。

### トキオ、9
声：三瓶由布子
登場作品：.hack//Link 黄昏の騎士団、.hack//Link、.hack//bullet、ドットハック Sora:セカイの向こうに、.hack//Versus
プレイヤー
九竜 トキオ（くりゅう トキオ）。2006年生まれの少年。無類のゲーム好きだが2020年時点では受験を控えているため親にゲームを禁止されてしまっていた。さらに楽しみにしていた『The World R:X』のユーザーアカウントが、抽選によって与えられることを知り意気消沈。
そんな時に夢に出てきた「姫」そっくりな天城彩花と出会い、渡された黒いゲームディスクによって公開前の『The World R:X』に生身のまま取り込まれてしまう。これはトキオが、リアルと電脳空間の両方に存在できる特異体質「重複存在（ダブルウェア）」の持ち主であったため彩花によって選ばれた。
過去にプレイしたオンラインゲーム『アカシックライン』に出てくる「姫」という存在に勇者と呼ばれる夢をよく見るため「勇者」を志している。ゲーム世界で出会ったカイトに真の勇者像を見出し、カイトを心から尊敬している。
2023年ごろに「AIKA」と夢で再会したことがきっかけで曽我部隆二（フリューゲル）に連絡を取っている。イモータルダスクから3年たっているが、天城彩花との関係は相変わらず続いている。また、このとき格闘ゲームのセンスを買われてゲーム雑誌で攻略ライターのバイトをしている。
The World R:X
リアルデジタライズによって生身のまま『The World R:X』内に取り込まれてしまう。間もなくカイトとフリューゲルの戦闘に遭遇し、「ブリラー・レッスル」を受けたカイトから、黄昏の騎士団の仲間を集めて『The World』を救うことを託される。
ゲーム『Link』では、当初は現状を楽観視していたものの、カイトや志乃を助けられなかったこと、ハセヲとの軋轢を生んでしまったことからふさぎ込むようになる。その折に、AIKAの助けによって「勇者」という存在の意味を再確認した。ゲーム本編終了後は、リアルデジタライズの後遺症もなくリアルに復帰し、フリューゲル謹製のトキオ本人そっくりのPCを渡され、彼の仕事の事後処理を任されるとともに『The World R:X』を続けることとなる。
漫画版『Link』では、はじめは生身のままゲームに取り込まれたことに四苦八苦していたが、「ゲームである」と認識するようになってからは、得意なゲーム「徹拳7」の必殺技を転用するなど持ち前のゲームセンスを発揮している。他者の能力を「コピー」する特殊能力を備えているほか、適正レベルを遥かに超えた武器「天秤の剣（ソードオブバランス）」を使いこなすなど、シリーズ主人公の例に漏れずイリーガルな力が宿っている。
THE WORLD FORCE:ERA
黒いパーカーを着た謎の男として活動。漫画版『Link』のように拳による技を使用する。
2024年には曽我部隆二などと協力し、カイト（有城そら）を監視したり助けたりする姿が確認できる。
VERSUS:The World
謎の男9（ナイン）。『R:X』時代と同様にリアルデジタライズした本人として登場しているため、成長しているのがうかがえる。
FORCE:ERAと同じように格闘メインで戦う。イクシードは「重複時間」。一定時間周囲の時間の流れを止める事ができる。アルティメットスキルは「覇奥義・神竜拳」。

### なつめ
声：坂本真綾
登場作品：.hack、.hack//G.U.、.hack//Link
プレイヤー
大黒 なつめ（おおぐろ なつめ）。福岡県在住の1995年生まれの女性。2010年、中学3年生のころ友人に勧められ、カイトよりやや遅れて『The World』を始めている。当時はゲームどころかネットに関しても初心者で、カイトに出会ってすぐに本名を教えてしまったほど。中学生時代には図書委員を務めていたほどの活字好きで、特にファンタジー小説やSF小説を好む。反面、運動神経はゼロといっていいほどで、跳び箱に手を付くのを忘れて体当たりしてしまうほど。料理にも興味があり自ら料理することもあるようだが、当時のレパートリーはカレー、スパゲッティ、ハンバーグの3種類のみであった。
7年後の2017年時点では短大を卒業しており、家事手伝いのかたわら、中学時代から行っていた物語やイラストの創作活動を続け、将来の夢である絵本作家を目指して励んでいる。なお、中学時代にカイトに一目惚れしており、7年経ってもまだその気持ちは変わっていないようである（ぴろし3曰く「7年もストーキングしてる」）。
母親の名前は大黒弥生。
The World R:1
双剣士なつめ。どこか気弱な礼儀正しい初心者プレイヤーで、レアアイテムの入手を手伝ったことをきっかけにカイトと知り合い、感激しカイトに一目惚れした。ちょっとした言動や行動に感心・感動したりするなど、何かと感化されやすい性格。さらに自己改革願望があるためか、人生観をあっさり変えてしまったりする。しかし傍目にはどう変わったのか分からないことがほとんどである。他人を疑うということを知らず、あからさまに嘘臭い情報さえも鵜呑みにしてしまい、結果的に損を見てしょげることも少なくない。なお、PCボディには火と木の呪紋が施されている。
The World R:2
リヴィジョンが移行しているが、類似したPCの双剣士なつめとして引き続き活動している。普段は温和な性格だが、時として「エッジ」と名のつく双剣を求めてPKを繰り返す狂暴な行動をとることから、カオティックPKとして「エッジマニア」の通り名で知られている。しかし、本人はそのことを覚えておらず、欲しがっていた双剣が突然手に入っていることについては「神様の思し召し」と片付けてしまっている。個別エンディングでは初めて目を見開いた顔を見せる。

### 七星、槐
声：桑島法子
登場作品：.hack//Alcor、.hack//G.U.、.hack//Link
プレイヤー
湯浅（ゆあさ）（名字のみ、名前は不明）。2001年生まれの女性。高校生のころに、地味な自分を変えようと思い『The World』を始めている。以前は北海道に住んでおり、倉本智香（揺光）とは高校の同級生であったが、後に引っ越している。忍術書が愛読書で、「槐」の外見はその影響である。
The World R:2
当初は双剣士七星（ななせ）として活動。揺光と同じモデルのPC。アカウント作成間もなく「ケストレル」に所属したが後に脱退し、片想いの相手シラバスがマスターを務めていたギルド「カナード」に所属した。しかし、シラバスは揺光を注目しており、自分に目を向けることはなく不満を募らせていく（この時点ではまだ揺光がクラスメイトだとは気づいておらず、気づくのは引っ越し直前）。また、ボルドーらの工作によって揺光らの信用を一時失うなどのトラブルに巻き込まれる中で、自らの言動が誰かの真似事であることや、自力でなにかを成し遂げたことがなかったことに気付き始める。その後、ラッキーアニマル収集クエストに挑み、他のPCを助力を得ながらも達成。タイトルマッチに挑む揺光に、手に入れた幻の双剣を贈り仲直りをした。そして、自分に自信がついたことで引っ越しを機に『The World』を卒業した。
その後、揺光がエンデュランスに負けたことを聞きつけ、自分に出来ることがないか悩んでいたところ、月の樹の楓からの誘いを受けて、新たに獣人型の錬装士槐（えんじゅ）として活動を始める。ギルド「月の樹」の六番隊隊長で、榊派の1人。無口で笠を被った忍者風のPCである。普段は治癒や補助を担当する「呪療士」を装っているが、前述のとおり「錬装士」でありギルドの障害となる相手の暗殺を担当する（暗殺は欅ではなく、榊の命で行われる）。なお、呪杖に見せかけた仕込み双剣「縛式・無弦」はリアルマネートレーディングで入手したチート武器で、PKした相手を一時的にログイン不能とする能力を持つ。ゲーム本編では殆ど姿を見せず、月の樹本部が榊に乗っ取られてAIDAサーバー化した際には榊側に付き、榊を守る最後の砦としてハセヲ達の前に立ち塞がった。台詞は敗北時の「無念」のみで、松や柊と違って彼女がいかなる信念を以ってその行動に出たのかは描写されない。終盤は他の月の樹メンバーと共にハセヲの加勢に現れた。Vol.4ではエンディング後に姿を見せる。

### パイ、エンダー、シャムロック
声：小林沙苗
登場作品：.hack//Roots、.hack//G.U.、.hack//Link、.hack//Quantum、タナトスレポート
プレイヤー
佐伯 令子（さえき れいこ）。東京都在住の1993年生まれの女性。
2017年時点ではCC社に勤務するシステムエンジニアで、AIDAや未帰還者の調査を行う火野拓海（八咫）を補助するために『The World』をプレイしている。趣味はドライブだが、先日駐車違反で駐禁を切られたようである。三崎亮の情報は住所や携帯電話の番号、プライベートな事まで全て調べているようだが、自分についてはあまり語ろうとはしない。
番匠屋淳の腹違いの妹であり、PC「パイ」は彼が遺した物である。小説版『G.U.』では度会一詩や水原遥とも面識がある。
その後CC社を退社、2018年からは国連下部組織の1つであり、デジタルネットワークの監視を専門とする機関であるNABに所属している。
The World R:2
拳闘士パイ。アニメ『Roots』とゲーム版『G.U.』における重要人物で、第七相「復讐するもの」の碑文使いPC。八咫の側近的存在であり、ピンクのツインテールと眼鏡が特徴である。名前は円周率を表す「π」から（「割り切れない女」の意味らしい）。憑神の1人目の開眼者。
少々神経質な性格で幾度となくハセヲと衝突するが、開眼直後のハセヲに憑神の戦い方を教えるなど面倒見は良い性格のようで、他のプレイヤーからはその姉御肌ともいえる性格とスタイルから人気が高い。
『Roots』の前半は、本来の活動を隠すための隠れ蓑として、商業ギルド「TaN」に所属する斬刀士エンダーとして活動。黒肌で妖艶な美貌を持つ女性PCで、残忍な性格をロールしている。「TaN」の裏の顔の実行部隊（暗部）を指揮しており、幾度となく「黄昏の旅団」への工作活動を行った。後半は「TaN」の解体に伴いエンダーのアカウントを捨て、メインであるパイとして活動を再開する。なお、性格はエンダーとは大きく異なり、知略を巡らす知性的なキャラとなっている。八咫の活動の実行部隊としての立ち居地は変わらず、旧暗部の三郎を使ってハセヲへの揺さぶりを行うなどの行動を行っている。ゲーム版『G.U.』でもその立場は変わらず、クーンとともに「レイヴン」の実行部隊として行動している。
小説版『G.U.』では、憑神を巫器「憑神拳（タルヴォス）」として持つ。碑文の力により嗅覚が増幅され、『The World』上のにおいを感じることが出来ることに加え、リアルでも嗅覚が敏感になっている。主にリアルのパートでもっとも多く活躍しており、リアル面での主人公とも言える。また、年長者でありCC社の正社員であるという立場から、事実上の碑文使いたちのリーダー的な存在となっている。漫画版『G.U.+』では、第一部で一時的にオーヴァンに憑神を奪われているが、第二部でアイナによって取り戻している。また、第二部では、兄である番匠屋淳との関係が描かれている。
ゲーム版『Link』では、2017年の時点で八咫を時間データの改竄から守るために、シックザールに与している。しかし、フリューゲル達のことは知らす、「知識の蛇」にてクラリネッテと交戦、敗退してしまう。
『TRILOGY』『Last Recode』のパロディモードでは揺光のいかがわしいビデオに釘付けになるハセヲに見向きもされなかったり、八咫に「おばさん」呼ばわりされたりと散々な目に遭っている。
The World R:X
『Quantum』では、魔道士のシャムロックとして活動。プレイヤーの集団「ギルド」のひとつ「八咫鏡」のリーダーを務めている。外見は白いロリータ・ファッションの幼い女性で、とある理由から『G.U.』で登場したアイナのPCボディに似通ったデザインを使用している。『データドレイン』といったイリーガルな能力を扱うほか、The WorldやCC社について裏事情などにくわしい。

### バルムンク、グラム
声：檜山修之
登場作品：.hack//AI buster、.hack//SIGN、.hack//ZERO、.hack、.hack//黄昏の腕輪伝説、.hack//G.U.、.hack//Link 黄昏の騎士団、.hack//Link、.hack//Versus、ギルティドラゴン
プレイヤー
本名は不明、1992年生まれの男性。ネットゲームとは小学生の頃からの付き合いで、『The World』も『fragment』の頃からプレイしている。ゲーム中では完全に「バルムンク」という人物になりきっているが、ネットゲーム経験の深さからか現実との分別は出来ている模様。リアルでも魅力的な人物であるらしく、異性からも何度か告白された経験がある。本人は色恋に興味が無いが、その性格故か告白の断り方に悩んでいるとか。また、単車という趣味も持っている。律儀で真面目な性格ゆえに融通の利かない面もあるが、時折天然ボケとも思える言動を取ることがある。
『The World』を愛する心は、シリーズの登場人物でも屈指といえる。成人後はCC社に就職し、システム管理者としてイベントの企画運営などを担当している。性格的には「真面目で天然ボケ」に磨きがかかっており、考案するイベントは『The World』の世界観とはどこかズレた雰囲気のものが多い。
fragment
グラム（職業不明）として活動。前人未到の「白骨平原イベント」にW・Bイェーツと共に参加していた。このイベントで登場した聖剣バルムンクは、後のプレイヤーネームの由来となる。
The World R:1
剣士/斬刀士のバルムンクとして活動。『The World R:1』では古参プレイヤーの1人で、相棒のオルカと2人で高難度の「ザワン・シン討伐イベント」をクリアした実力者。これを見届けていたネット詩人のW・Bイェーツによって、“フィアナの末裔”というパーティ名と“蒼天のバルムンク”の称号が名づけられている。なお、後にバルムンクのトレードマークとなる純白の翼は、「ザワン・シン討伐イベント」の褒章アイテムである。
『The World』の安寧を願う気持ちと正義感は登場人物中でも屈指の強さで、『The World』で異常現象が頻発するようになるとオルカとともに独自に調査を進めるようになる。その過程でオルカが音信不通となり、オルカを未帰還者にした力と同じ能力を秘めたカイトを忌み、なおも単独で調査を続けた。しかし、不正を憎む心を管理者であるリョースに利用され、結果的にカイトらを騙してリョースがネットスラムに乗り込むため片棒を担いでしまう。しかし、後にカイトと和解し、自身も事態の解決を目指すためカイトらに協力する。
ゲーム版『Link』では、カイトとの和解が第一相スケィスとの接触時に前倒しされており、それに伴い管理者リョースとの接触は削除されている。
その後日談であるOVA『Unison』にも登場しており、カイトやオルカとともに禍々しき波の残滓として残っているウィルスバグを殲滅すべく行動している。腕輪所持者としての思いを語るカイトに、自らも『The World』やカイトのために尽力する決意を新たにする。
第1期ゲーム『.hack』のパロディモードでは、SFマニアで難解な物理や数学について話し続ける。カイトいわく「宝塚モドキ」。実はブラックローズの離婚した前の夫で、ヘルバとミストラルの父親。何故か唐突に「ばるばる～」と呟く事があった。
『黄昏の腕輪伝説』では、一般プレイヤーではなく“管理者バルムンク”として行動している。過去のことを掘り返され「石頭」と言われることもしばしばだが、本人はそれを嫌っている。新たに『The World』に訪れつつある変化にもいち早く気づき、腕輪をアウラから託されたシューゴたちを密かに見守っていた。しかし、異変の調査を最優先していた結果、かねてよりバルムンクの“ユーザーを尊重した管理”を疎ましく感じていたCC社上層部はバルムンクを更迭してしまう。これによりかえって個人的に動きやすくなったバルムンクは、部下のレキの支援を受けて1人のプレイヤーとして活動するようになる。
漫画版ではワイズマンやカズ、ミストラル、ヘルバの助力を得て調査を進め、最終的に世界に訪れている変化の原因はアウラが自分自身の成長を促すための“テストプレイ”にあることを知る。この事実を知った後、バルムンクはアウラを探すシューゴ達をネットスラムへと導き、そこでシューゴ自身の勇者としての資質を確かめるべく一騎討ちを挑んだ。
アニメ版では、訪れつつある災厄に備え、腕輪を受け継いだシューゴを一人前の“腕輪の勇者”に育てるべく、砂嵐三十郎にその育成を依頼している。
The World R:2
リヴィジョンが移行したために従前のPCモデルのエディットはできず、そもそも同一プレイヤーが『The World』を続けているかどうかの明言もない。
『Roots』およびゲーム版『G.U.』には、『R:1』時代のPCバルムンクを模してAuraが生み出した自律AIプログラムが登場。カイトが長期の修復期間が必要となったために、カイトの相棒であったバルムンクが選ばれたもので、カイト以上に急いで作られたためカイト以上にデータが不完全な状態となっており、トレードマークの純白の翼は漆黒で枠組みのみとなっている。
AIDAに感染した天狼とオルカとともにチームを組み碧聖宮トーナメントに出場していると思われたが、奪われた第二相「惑乱の蜃気楼」の碑文によって生み出された幻影であり、タイトルマッチにおいて本物によって切り捨てられている。その後は、カイトとオルカと3体で行動を共にするようになる。
なお、小説版『G.U.』には登場しない。
The World R:X
漫画版『Link』では、リヴィジョンが異なるが、『R:1』時代と酷似したバルムンクとしてオルカと共に活動している。また、漫画では未登場の志乃に代わり彼が四人目のクロノ・コアの所持者であることが描写されている。
また、『R:2』時代に登場した自律AIも「葬天の騎士」として登場。「終焉の女王」と化したアウラの刺客としてグランホエールを襲撃するが、トキオとカイトにより倒される。本編終了後は協力者としてトキオの前に再び姿を現す。
The World ：Armed conflict
翼が生えた白銀の鎧を纏った騎士“断罪の白銀”として登場。巨大な剣を召喚して闘う。

### ぴろし、ぴろしACT2、ぴろし3、ぴろし4ever
声：小野坂昌也
登場作品：.hack、.hack//G.U.、.hack//Link
プレイヤー
松山 洋（まつやま ひろし）。東京都在住の1978年生まれの男性。CC社に勤務するグラフィックデザイナーで、自身の作成したグラフィックを堪能するため、会社には内緒で独自のPCモデルを作り『The World』をプレイしている。既婚者で2016年に息子が生まれている。『The World』では独特のキャラクターをロールしているが、リアルではごく普通であるという。プチグソも彼のデザインであることが、『Link』にて明らかとなった。
2017年頃はグラフィックリーダーだったが、2018年には『The World R:X』開発チームのプロジェクトリーダーに昇進、要職に就いたことでログインできなくなってしまった。（SECRET FILE収録の小説より）
モデルはCC社のモデルになったサイバーコネクトツー代表取締役社長・松山洋。
The World R:1
重斧使いのぴろしとして活動。緑色の鎧を纏ったずんぐりとした巨体を持つが、頭はそれに到底不釣合いなヒョロリとした童顔というアンバランスなPCとなっている。大げさな言い回しと奇妙な発言が特徴で、独特の価値観を持つ。自ら進んでトラブルに首を突っ込んでいる。特にミアからはよく怪しいアイテムでからかわれており、“色男になる薬”という怪しいアイテムを名前に騙されて飲んでしまったりなど、単純なものに引っ掛かっている。そんな日頃の行いから結局本人は“ただのバカ”という話もあるが、そういうトラブルむしろを悲劇として楽しんでいる節もある。
彼をパーティに加えるとエリア内のBGMが専用のものに変わる。ゲーム進行上、関連イベントは必ずこなさなければならないが、本筋から外れる為かパロディモードではvol.4終盤のイベントを除いて台詞に変化は無い。
黄昏事件の後、チャップチョップ事件に遭遇。ボイスデータを損傷した猫幽霊（ミア）に自身のPCデータを与え、最後のミアの悪戯によって「ぴろし」のキャラクターデータが破損（本人曰く「ムラサキイモよりも紫色になって戻らなくなった」）したため、気分転換も兼ねて「ぴろしACT2」を製作した。その容姿は、褐色で翼のないバルムンク。本人の言によればリアルを再現したイケメンとのことだが、居合わせたナツメらからは「本気で似合わないので止めたほうがいい」と不評であった。
The World R:2
重槍士のぴろし3（さん）として活動。自身の制作したグラフィックを堪能していたが、グラフィックに刻まれた傷跡（サイン）を見つけ、犯人である三爪痕の行方を追っているところでハセヲと出会った。自称している通り名は、「鈍き俊足のドーベルマン」→「翼の折れた荒鷲」→「蒼き曇天のイーグルマン」と変化している。
プロジェクトG・Uのギルドマスターであり、「G・U」は「グラフィック・うまい」の略で、ハセヲが所属する『G.U.』と関連性はなく、入団するには絵が上手でないといけない。
VERSUS:The World
『YOMOYAMA RECORDS』にてぴろし4ever（フォーエヴァー）の名前が確認できる。詳細は不明だが、それまでと変わらないゲーム愛はコメントから健在なのがわかる。

### ブラックローズ
声：浅野真澄
登場作品：.hack、.hack//Link、.hack//Veresus、ギルティドラゴン
プレイヤー
速水 晶良（はやみ あきら）。神奈川県横浜市旭区在住、生年は不明の女性。速水文和（カズ）の姉。2010年時点では県立朝陽高校に通う高校1年生で、抜群の運動神経の持ち主であり、所属するテニス部では1年生で唯一レギュラーの座を獲得している。以前は住んでいた九十九里町で水泳の技術も身に付けており、“1Cの人魚（マーメイド）”を自称している。恋人などはいないが、決してそういう話に縁がない訳ではないという。本人曰く「自分に告白してくる男は皆タイプではない」らしい。
なお、黄昏事件前後の頃には国崎兄弟が近所に住んでおり、アニメ版『黄昏の腕輪伝説』の第1話では、秀悟や玲奈、文和とともに撮った写真が描かれている。
The World R:1
重剣士ブラックローズ。ゲーム『.hack』のヒロイン。カイトの良き相棒で、後に『.hackers』の副リーダーとして広く知られることとなる。性格は積極的で勝気、行動派であり猪突猛進型思考の持ち主。その性格通りに初期エディットで片寄ったパラメータ設定をしており、相手によっては一瞬で倒すこともあるが、相手によっては全く歯が立たないことも。
ネットには不慣れであったが、『The World』プレイ中に意識不明となった弟（カズ）を助ける手掛かりを探すために、自らも『The World』を始めた。開始間もなくカイトと出会い、同様の症状にある親友を救おうとするカイトと一緒に行動するようになる。なお、常に喧嘩腰とも思える姿勢で他者に接するが、それは不安や恐怖の裏返しであるという。
パロディモードでは、様々な歴史物をごちゃ混ぜにしたようなあらすじと次回予告をいつも口走っている。決め台詞は「いけませんいけません」。実はカイトの母親。夫はリョースだが、その前はバルムンクと結婚していて双子の娘、ヘルバとミストラルを儲けている。またThe Worldはブラックローズの精神世界で、ハロルドはアニムス、アウラは超自我だった。
後日談のOVA『Unison』では、（いずれは）伝説のプレイヤーと自称していた。この時点で、何故か司以外のSIGN・PC達との面識がある。同タイプのエディットな上、各パーツの色まで似通っているミミルとは、PCの件で言い争うこともあるが実際の仲はそれほど悪くないらしい。
黄昏事件の後、ブラックローズのタイプのPCは「ドットハッカーズ仕様」としてエディットできないことになっていたが、事件の4年後（『.hack//黄昏の腕輪伝説』）には同モデルのPCが限定配布され、ヒロインのレナが使用している。なお、その頃にはブラックローズ自身のログイン回数は減っているようだが、『The World』自体は続けているらしい。
『絶対包囲』の後、クロスオーバー作品『PROJECT X ZONE』へと出演。カイトと共に未帰還者になってしまい、さらにPCボディのままPROJECT X ZONEの主人公たちと共に様々な異世界を渡り歩くことになる。
The World R:2
未登場。『.hack//G.U.』Vol.3で撃剣士として再登場し、G.U.メンバーを支える立場となる予定であったが、工数の都合により登場せずに完結している。
『.hack』のセーブデータをコンバートした場合、ブラックローズからカイトに宛てたメールが何故かハセヲの元に届き、その内容はカイトに対する告白とも取れるような文章となっている。
VERSUS:The World
「VERSUS:The World」でプレイできるキャラクターの1人として登場。
イクシードは「ローズブレイカー」。大剣に旋風を纏わせることでスーパーアーマー化する。アルティメットスキルは「メテオストライク」。
The World ：Armed conflict
茨の羽と大剣を扱う女性ファントム“尖鋭の黒薔薇”として登場。その一撃で全てを粉砕する。

### フリューゲル
声：杉田智和
登場作品：.hack//Link 黄昏の騎士団、.hack//Link、.hack//bullet、タナトスレポート
プレイヤー
曽我部 隆二（そがべ りゅうじ）。1991年生まれの男性。2009年頃にミュンヘン大学に留学した後精神科医として活動していたが、天城丈太郎の「リアルデジタライズ」の論文に感銘を受け、2020年までにCC社の研究機関「Psychopathology und das Forschungsinstitut der virtuellen Wirklichkeit（以下、PFW）」を発足。
表向きは精神病理学の研究を続けながらシックザールPCの適合者を集めて行き、ハッカー集団シックザールを立ち上げる。PFWの研究支援の条件としてアウラの捕獲、アカシャ盤の管理、PFWの技術をCC社に提供していた。
その後、イモータルダスク事件を経て2023年までに退社、個人でネットワークトラブル・コンサルタントの事務所を経営。2025年までにNABの依頼を受けるなどして、デビッド・スタインバーグや佐伯令子などと知り合っている。
なお、ドイツ留学していた時期にカヤ・フレーベと出会い2010年に結婚しているが、その後に死別している。その後カヤの親戚にあたるヴァイス夫妻の死去に伴い、残されたリーリエ・ヴァイス（チェロ）を引き取った。小春寧々（クラリネッテ）を含めたシックザールのメンバー(ガイスト除く)は精神科医時代の患者である。
The World R:X
フリューゲルとして活動（職業不明）。当初はCC社に雇われたハッカー集団シックザールの団長で、シックザールPCと呼ばれる特殊なPCボディを使用している。衣装は通常時は黒髪の軽装だが、戦闘時には白髪と時計をあしらったボタンの黒コートへと装いを変化させる。固有能力として対象のデータを停止させる拳銃「ブリーラー・レッスル」を持つほか、データに強烈な打撃を与える「魔槍ナハトマート」といったイリーガル武装を用いる。
だらだらと中身のない話をするクセがあるほか、極端なめんどうくさがりで、常にふざけているような態度を取る。だが内面は思慮深く、本人なりに真面目に物事を考えており、一癖も二癖もあるシックザールのメンバーはそんな人柄を慕って集っている。
フリューゲルのPCボディはイモータルダスク事件の後に一時曽我部の手を離れるが、インストールされていたVRスキャナを淀川清輝が持ち出し、依頼とともに曽我部へと託している。以前と同じ「ブリーラー・レッスル」を装備しているものの、アカシャ盤のバックアップを受けていないためにその性能は本来のかなり限定的なものになっている。
瀬戸悠里との決戦で瀕死に陥った際、それまで不完全であったVRスキャナによる治療が完了し過去のトラウマを乗り越えたことにより、「ブリーラー・レッスル」の着弾に相当する効果を半径2m以内のあらゆる対象にもたらす能力に目覚めた。

### ヘルバ
声：冬馬由美
登場作品：.hack//SIGN、.hack、.hack//黄昏の腕輪伝説、.hack//Link
プレイヤー
凄腕のハッカーであること以外、素性は名前・年齢・性別・経歴など一切不明。唯一明確であるものは自身の目的と行動指標だけである。職業も不明とされているが、コンピュータ関連のセキュリティにも精通していることもあって、様々な方面の企業・団体からコンピュータアナリストとしての仕事依頼を引き受けて収入を得ているらしい。
The World R:1
呪文使い/呪療士のヘルバとして活動。ヘルバ自身が作り出した不正規PC。名前の由来は『黄昏の碑文』に登場する闇の国の女王の名前である。ハッカーや放浪AIの溜り場「ネットスラム」の管理者でもあり、ネットスラムで『The World』のイリーガルデータを収集していた。
ネットスラムに流れ着いた司のPCのコピーデータなどから、黄昏事件の予兆を誰よりも早く察知している。かねてからコンピュータと人との新たな関係を模索しており、『The World』自体に何らかの意思があることを思わせる今回の変化の果てには「コンピュータと人との新たな関係における一つの答えがあるのではないか」と考え、以降「お節介な警告者」を自称して最前線にいる司やカイトらに支援を行うようになる。
管理者とはもとより友好な関係ではないが、原因を探ることで管理者と反目してカイトらをサポートしていたことで、なお対立的な立場となっていく。しかし、やがてCC社内部の情報も必要と感じたカイトの行動により、自身の面子を捨てた管理者リョースと手を取り合うことになる。その後も、Ωサーバーのミラーサーバー稼動や、ウィルスバグに対するワクチンプログラムの作成など、その仕事全てにプロ以上の技術を見せる。
第1期ゲームの後日談であるOVA『Unison』や『GIFT』では、レクリエーションを演出し、皆の労をねぎらったりもした。『Legacy』では腕輪の最後を見届けさせるためスポーク（後の欅）をカイトと共に旅をさせるなど、そのただならぬ関係であることはわかるが詳細は不明。
第1期ゲーム『.hack』のパロディモードでは、意味不明な言葉言うが官能小説的な内容が多い。実はブラックローズとバルムンクの娘で、カイトの異父姉にあたる。ミストラルとは双子の姉妹。
漫画版『黄昏の腕輪伝説』では、予告ではシューゴ達に“.hackers”の秘密を教えるようなセリフがあったが本編ではシューゴ達とは直接接触せず、バルムンクやカズを介して間接的に協力していた。
The World R:X
他のメンバーと違いオートタイマーで石化はとけるようにしてあったと発言している事から、その能力はシックザールを超えている事がうかがえる。本人曰く、石化も検証ためにわざと喰らっていた。

### ほくと、W・Bイェーツ
声：米澤円（ほくと）、金丸淳一（W・Bイェーツ）
登場作品：.hack//AI buster、.hack//黄昏の腕輪伝説、.hack//Link
プレイヤー
水原 遥（みずはら はるか）。生年は不明の女性。『AI buster』の時点では駆け出しの翻訳者で、学生以来のケルト神話好きが高じて翻訳者を志している。ウィリアム・バトラー・イェイツを尊敬しており、1stPCの名前はこれに因んでいる。
fragment
W・Bイェーツ（職業不明）として活動。前人未到の「白骨平原イベント」にグラムと共に参加していた。
The World R:1
当初はW・Bイェーツ（職業不明）として活動。後に2ndPCとして呪紋使いのほくととして活動するようになるが、その後もBBSなどでは「W・Bイェーツ」の名前で活動しており、ネット詩人として広く知られている。天真爛漫な性格で、初心者をロールしている。『黄昏の碑文』にも詳しく、その核心を求めている。
ルートタウンのモンスター襲撃イベントに巻き込まれたところを見ず知らずのプレイヤーであったアルビレオに助けを求め、そのまま押し掛け同然でアルビレオ個人のパーティーに参入した。その後はリコリスの導きに従うアルビレオと行動を共にする。その中でザワン・シンイベントを攻略するバルムンクとオルカの動向を見届けることとなり、“フィアナの末裔”のパーティ名と“蒼天のバルムンク”“蒼海のオルカ”の称号を名づけている。
その後もプレイを続け、2014年のシューゴたちの冒険を“黄昏の腕輪伝説”というタイトルの詩にしてBBSに書き込んでいる。その後、翻訳作家として大成しボロアパートから高層マンションへ移り住んだ。度会一詩との間に愛娘浬子（りこ）を授かっているが、入籍はしていない様子。
The World R:2
小説版『G.U.』に登場。フラグメント時代からプレイを続ける伝説のネット詩人と呼ばれており、『R:2』においてもW・Bイェーツという名の魔導士PCを作成するが、仕様変更された『The World』になじめず疎遠となっている。自宅にて佐伯令子の訪問を受け、彼女に『黄昏の碑文』に関する情報と、アルビレオとリコリスに関する一連の事件の断片を語った。
ゲーム版『G.U.』では『fragment』のセーブデータをコンバートすると、レナへのメールをハセヲに間違えて送信してくる（直後に間違いに気付いて謝罪メールも送る）。
The World R:X
小説版『Quantum』に登場。

### ミストラル、ミレイユ
声：榎本温子（ミストラル）、松岡由貴（ミレイユ）
登場作品：.hack、.hack//黄昏の腕輪伝説、.hack//Link
プレイヤー
黒川 真由美（くろかわまゆみ）。生年不明（2010年時点で自称「20代後半」）で、埼玉県さいたま市の大宮近隣在住の女性。既婚者で、閉店間際のスーパーで値切る等の生活術は主婦ならではの賜物。料理は自身の趣味でもあり、得意とするのはおかず類。菓子類も作るがそちらは食べる側に回る方が多い。かなりの甘党。2010年の黄昏事件当時に娘を出産しており、一時産休のために『The World』を離れるが、八相との最終決戦までに復帰している。それから4年後の『黄昏の腕輪伝説』までにPCを娘に譲っており、新たに訪れた災厄に立ち向かう娘とその仲間達の行く末と成長をネットとリアルの両面から見守っていた。
黒川真由美の娘は黒川 深鈴（くろかわ みれい）。2010年生まれの女性。『黄昏の腕輪伝説』の時点で4歳児であるが、IQ200の天才児に成長している。ボク少女。深鈴自身は自分の母親が黄昏事件の関係者だったとは全く知らず、シューゴとレナが管理者に拘束された件で仲間達を失いかけたことを母に打ち明けた時、その事実を初めて知ることになる。なお、凰花のプレイヤーはリアルでの家庭教師である。
The World R:1
当初は呪文使い/呪療士のミストラルとして活動。明朗快活でいつも明るいムードメーカー的なキャラクターで、少女趣味なPCモデルとキャピキャピ口調、顔文字などを多用した発言が特徴。レアアイテム集めが趣味である。
カイトと出会った当初、黄昏事件の異常現象は全てイベントの一種かと思っており、カイトの行動もロールプレイだと思い込んでいた。しかし、セグメントとアウラ、そしてクビアを目撃することで、カイトの言葉を真実だと知る事になる。その後、カイトを案じつつ出産のために一時的に『The World』を離れるが、八相との最終決戦までに復帰している。
その後日談の『Unison』では、レアアイテムを入手しダンジョンから脱出した直後、女性PCのメンバーアドレス収集に執念を燃やす楚良に捕まってしまう。しかし、間一髪のところでクリム（他一名）が駆け付け、事なきを得た。
第1期ゲーム『.hack』のパロディモードでは、多重人格でSFマニアの父親バルムンクに改造されてしまった改造人間でもあり、改造人間なために寿命が短くなっている。母親はブラックローズでヘルバとは双子の姉妹、カイトの異父姉にあたる。エンディング後は元の人間に戻った。
それから4年後の『黄昏の腕輪伝説』までの間に、改名イベントによってPC名をミレイユと変更し、娘の深鈴がアカウントを引き継いでいる。自称「愛と勇気のレア☆ハンター」で、今までに収集したレアアイテムを保存するための専用倉庫（これもレアアイテム）までも個人的に所有している。ただし、所有するレアアイテムの半分は母親が集めたものらしい。シューゴの持つ世界に2つと無いアイテム“腕輪”にただならぬ興味を抱き、シューゴとともに行動するようになる。

### 揺光
声：浅野真澄
登場作品：.hack//Alcor、.hack//G.U.、.hack//Link 黄昏の騎士団、.hack//Link
プレイヤー
倉本 智香（くらもと ちか）。北海道在住の2001年生まれの女性。2017年時点では高校生。座右の銘は「体には鍛錬、心には読書」。男も女も骨太であるべきという哲学があり、線の細い男に負けたという理由でエンデュランスに固執していた。活字好きで図書委員を務めている。海外のファンタジー物や戦記物を好み、その中でも愛読書となっている「三國志」の知識は豊富。なお、密かに同人活動を行っており、その方面では有名らしい。また、スポーツ観戦も趣味であり、家族そろってドサコンデ札幌のファン。好きな有名人はアーノルド・シュワルツェネッガー（全盛期の頃）。海外小説「英雄コナン」シリーズの主人公コナンが理想の男性像とのこと。ゲーム版『.hack//G.U.』ではニュースにて顔写真の載っている学生証が映り、素顔を見る事が出来る。
The World R:2
双剣士の揺光（ようこう）として活動。アリーナ紅魔宮の元宮皇。努力家で勝気な性格だが、思い込みが激しく惚れっぽい面もあり、アトリとは対極的な“裏ヒロイン”ともいえる位置づけである（仲間になるPCの中では、唯一メールコンボにおいて告白することができる相手である）。また、基本は誰かに抱きつかれることを嫌がるハセヲが、自分から抱きついた唯一の相手でもある。前回の紅魔宮のタイトルマッチでエンデュランスに敗れてイコロから脱退を余儀なくされており、エンデュランスへのリベンジと宮皇への復帰を目指している。なお、憑神を視認出来ないため、エンデュランスはチート使用者だと思っている。なお、「揺光」は北斗七星の破軍星の別称である。
紅魔宮トーナメントの準決勝でハセヲチームと対戦し、憑神を使用したハセヲの前に敗れ去る。ハセヲもエンデュランス同様チート使用者だと思い込み、卑怯者と罵って寄り付かなくなるが、天狼の様子がおかしくなった事から天狼と話をするために碧聖宮へ挑む協力をハセヲに申し込む。ハセヲとともに碧聖宮トーナメントを勝ち抜くうちに互いに絆を深めていくが、決勝を前にAIDAに感染したボルドーによってPKされ、未帰還者となる。「再誕」の後に意識を取り戻し、天狼とともにハセヲの元に駆けつけている。
漫画版『G.U.+』ではエンデュランスに返り討ちに遭っている以外では特に出番も無く、ハセヲと関わる事も無い。
「Vol.4」では、ハセヲが『The World』を一時引退していた時期に再び宮皇に返り咲いたばかりか竜賢宮までの三階級制覇を成し遂げ、宮皇防衛期間は『The World』史上最長の半年に及んでいるという（但し、ユーザー数が減っている事から以前ほどレベルの高い戦いではないとのこと）。アトリとは互いにハセヲを巡る恋のライバルとして認識しており、サービス終了の日に至ってもその対立は続いていた。
『TRILOGY』のパロディモードではいかがわしいビデオに出演している一方、『Last Recode』のパロディモードでは何故かエンデュランスの母親役をやっていた。
The World R:X
漫画版『Link』では、リヴィジョンが異なるが『R:2』時代と類似した双剣士揺光として復帰している。原因は不明だがハセヲに関することなどの記憶が存在しない模様。
アリーナで新チャンピオンとなった直後、ハセヲの挑戦を受け惨敗。以降はハセヲと同じくポザオネによる強化を受けて操られ、ハセヲと行動を共にしている。ポザオネに操られてトキオを襲うが、彼の手によって洗脳を解かれた。
洗脳時は漫画版オリジナルのくノ一を思わせる肌を大胆に露出させた和服装備を着用する。

### ワイズマン、八咫、直毘、楢
声：山崎たくみ
登場作品：.hack、.hack//黄昏の腕輪伝説、.hack//Roots、.hack//G.U.、.hack//Link
プレイヤー
火野 拓海（ひの たくみ）。静岡県熱海市出身の2000年生まれの男性。小学生当時の『The World R:1』からの古株プレイヤーで、非常に切れ者として知られている。しかし、その当時の私的なメールは、知的な言動と年齢相応の言葉や話題が混ざった妙なギャップのある文面で綴られている
小学生当時の趣味はトレーディングカードゲームで、ワイズマンの印象もあってインドア派だと思われがちであったが、運動も得意であり小学校対抗サッカー大会の代表選手にも選ばれている。プロのサッカー選手になるのが夢であったが、中学生のころに膝に怪我を負い、夢をあきらめている。その後は学業に専念し、飛び級で17歳で大学に進学している。株式取引にも精通しており、個人としてはCC社の筆頭株主でもある。
『The World R:2』に移行しかつての仲間たちが次々と引退していく中、「『The World』は命を懸けてまで守る価値があったのか」との疑問を持ち、管理者視点でのプレイを続けるに至っている。
2018年にはドゥルガ・フィダ・シャルマーの元へ赴き、仕様外の存在の保護観察を進言するも、CC社上層部がそれに興味を持っていないこと、巨大プロジェクト（『The World R:X』の開発）が極秘に動いていることを知る。（SECRET FILE収録の小説より）
The World R:1
呪文使いのワイズマンとして活動。トレードの元締めを行っており、『The World』内外の情報にも精通していることから「賢者」と呼ばれる有名人。ネット上に散逸している『黄昏の碑文』の情報の多くを把握しており、また、仕様外のウィルスコアにも興味を持ち買い取っている。カイトと出会う以前から黄昏事件の予兆に感づいていた1人で、それ以前から独自に調査を行っていた。カイトと出会ってからは、カイトのパーティにおける参謀的な役割を果たしている。
第1期ゲーム『.hack』のパロディモードでは、いつ心臓が止まるかもしれない病弱キャラ。そのため会話内容には医学ネタが多い。
その後もトレードの元締め・情報屋としてプレイを続け、漫画版『黄昏の腕輪伝説』ではバルムンクから新たに訪れようとする災厄に関する調査と対策の協力を依頼されている。シューゴと周辺の情報も把握済みで、ゼフィの母親探しに関する情報を求めるミレイユに「全ての鍵は4年前にある」という手掛かりだけを告げている。
The World R:2
妖扇士の八咫（やた）として活動。アニメ『Roots』とゲーム版『G.U.』における重要人物で、第四相「運命の預言者」の碑文使いPC。修行僧のような風貌のPCモデル。『The World』のシステム管理機能の一部を持つ「知識の蛇」という施設の管理者であり、ギルド「レイヴン」（G.U.）の長でもある。オーヴァンとは何らかの因縁があるらしく、オーヴァンに“キー・オブ・ザ・トワイライト”の存在を教えたのも八咫（正確には直毘）である。
『Roots』の前半は、本来の活動を隠すための隠れ蓑として、クマ型の獣人PCを使い商業ギルド「TaN」のマスターである妖扇士直毘（なおび）として活動。オーヴァンの存在を危険視しており、「TaN」を隠れ蓑に暗部を用いて「黄昏の旅団」の監視を続け、最終的にオーヴァンを拘束・監禁して左腕の解析に没頭して表舞台から姿を消す。しかし、異なるアーキテクチャに基づくデータとしか判らず、オーヴァンにも逃げられてしまう。後半は「TaN」の解体に伴い直毘のアカウントを捨て、メインである八咫として活動を再開する。「知識の蛇」に籠り、ハセヲをはじめとする碑文使いと思われる複数のPCの監視を行っている。
ゲーム版『G.U.』でもその立場は変わらず、AIDAに対抗するために碑文使いを探しており、ハセヲとは協力する代償として三爪痕の情報を提供することを約束している。碑文使いを束ねるギルドマスターの立場にあったが、碑文使いでは最後まで憑神に開眼できずにいた。AIDAとAuraの両方に選ばれたオーヴァンへの憎悪と嫉妬などから普段の冷静さを失い、憑神に開眼するが暴走してしまう。ハセヲとパイによって鎮圧され、一時的に意欲を喪失していたが、クビアという新たな脅威を前に立ち直っている。
メインアカウントの八咫のほか、サブアカウントとして前述した直毘以外に「月の樹」の四番隊隊長の重槍士楢（なら）を所有している。不穏な動きの見られた「月の樹」の内偵を目的としているため、欅派でも榊派でもない中立的な立場をとっている。ギルド内では情報収集を主な任務としており、その高い情報収集能力を生かして短期間で隊長にまでのぼりつめている。なお、八咫のサブアカウントであることは欅のみ気づいていた模様。
小説版『G.U.』では、他の碑文使いの例から憑神を「憑神扇（フィドヘル）」として持つと推定されるが、碑文使いとして開眼した後にPCとして戦闘することはない。碑文の力によって第六感が増幅され、近未来の預言が可能となった。『The World』に対する執着心が強く、CC社上層部と結託したオーヴァンに切り捨て同然で処分された際に開眼すると同時に『The World』と完全同化し、未帰還者となった。漫画版『G.U.+』では、第一部で一時的にオーヴァンに憑神を奪われている。数見によって管理者から更迭されるが、後に数見が未帰還者になったことで復帰している。
『TRILOGY』のパロディモードでは何故か揺光が出演するいかがわしいビデオをハセヲに販売している他、女性陣に混じってハセヲに「落と」された素振りを見せる。『Last Recode』のパロディモードでは「俺だって彼女が欲しい」と嘆いており、アトリを「電波」、パイを「おばさん」呼ばわりしている。

## NPC

### アウラ
声：坂本真綾
登場作品：.hack//SIGN、.hack//ZERO、.hack、.hack//黄昏の腕輪伝説、.hack//G.U.、.hack//Link、ドットハック セカイの向こうに、.hack//Versus
共通設定
『The World』における女神ともいうべき存在。ハロルドが生み出した究極のAIで、後に『The World』を司るシステムの中枢となっている。R:1においては「Δ隠されし 禁断の 聖域」にアウラを模した像が存在していたが、R:2に移行すると『The World』から姿を消したため像がなくなったとされる。
The World R:1
ハロルドがシステムに組み込んだ学習機能を持つAIで、『The World』を介して人の思考を学ばせることが目的であった。しかし、『SIGN』の時点ではモルガナによって眠らされており、司の心とリンクしていたため、司がポジティブな思考にあれば正常な覚醒に近付くが、ネガティブな思考に傾くとアウラの性質も歪んでしまうという状態にあった。このためにモルガナによって司は『The World』に取り込まれ、ネガティブな状態に陥らせるために利用され続けていたが最終的には司が心の成長を遂げたことにより、アウラも正常な覚醒を迎えた。
成長した後、アウラを無力化させようと目論むモルガナが差し向けたスケィスからの逃避行が始まることとなる。第1期ゲーム『.hack』では、逃避行の中、当時の『The World』における有力プレイヤーの1人オルカに、八相と立ち向かう力を持つインストールブック「黄昏の書」を託すが、その直後、オルカがスケィスのデータドレインを受けて未帰還者となり、「黄昏の書」はカイトが受け継ぐこととなる。後にスケィスに捉えられ、データドレインを受けて複数のセグメントに分割されてしまう。
セグメントに分割された後は、幾度となくカイトに救いを求めるメールを送っていたが、無力化されていたことにより文字化けしてしまっていた。カイトがセグメントを全て集めたことで力を取り戻したが、カイトとコルベニクとの戦いにおいて真に人らしい思考である“自己犠牲”を学んだアウラは、真に誕生するためコルベニクとともに消滅することを選んだ。数ヶ月の後新生し、カイトにインストールブック「薄明の書」を託した。
後日談となる『Unison』では、『The World』内に介在する意思として静かに世界を漂っており、禍々しき波との戦いを終えたプレイヤー達の宴の様子を静かに見守っていた。『GIFT』では、温泉を巡る戦いには一切姿を見せることはなかったが最後の最後で大トリを務め、彼女の悲壮な語りにより終幕する。
第1期ゲーム『.hack』のパロディモードでは、カイトが飼っていたハムスターの「たみよ」、カブトムシの「たまみ」、「たまよ」、野良ネズミの「長治郎」などのペットに間違われるが、その正体はブラックローズの超自我。様々な方言をあわせたガラの悪い話し方をする。全てが終わった後もまた良からぬ事を企んでいる素振りを見せつつ去って行った。
新なる誕生から4年後の『黄昏の腕輪伝説』の時点では、未だ成長の途上にあるものの、システムの一部として『The World』を見守る立場にあった。カイトとブラックローズをモデルとした「.hackers公式限定エディションキャラクター」を作り出し、シューゴとレナに与えているが、その目的は漫画版とアニメ版で異なる。
漫画版では、『The World』を見守るための存在として相応しく成長するため、ゼフィを生み出したことで母としての一面を持ち、その“テストプレイ”の助けとしてカイトとブラックローズのレプリカを作り出している。なお、国崎秀悟を選んだのは偶然ではなく、黄昏事件以前にカズのPCを借りてログインした秀悟と会っていたためである。
アニメ版では、新たに迫りくる災厄を察知し、それに対抗するために英雄カイトと相棒ブラックローズを復活させることが目的であった。その後、シューゴに“腕輪”を与え、未帰還者となったレナとも接触・守護している。
The World R:2
R:1において様々なことを学び、ハロルドの目指した究極AIに近づいたアウラは、「世界を創るのは人である」と考え『The World』から姿を消してしまう。それ以来、システムの中枢として管理を司るようになるが、『The World』に危険性の高いAIDAが発生したことで、AIDA駆除プログラムを搭載した蒼炎のカイトを模した自律型AIを生み出している。その後、カイトが長期修復に入ると蒼天のバルムンクと蒼海のオルカを模した自律型AIを生み出している。
The World R:X
アカシャ盤を利用しようとしたCC社によって、アカシャ盤の最上階に幽閉されてしまい、自身の解放のために外界から自身をシャットアウト（岩戸にこもると称された）し、時間データからPCデータを呼び出し、黄昏の騎士団を編成した。本来なら騎士団により解放されるはずだったが、シックザールにより騎士団は石化、トキオの手によって岩戸は開かれることになる。しかし、トキオのPCボディに仕組まれた洗脳ウイルスのせいで、全人類の強制リアルデジタライズ化を行うための存在、「終焉の女王アウラ」へと変質してしまう。その後、トキオや黄昏の騎士団たちとの激戦後に破壊、AIKAの手によって洗脳から解放され、天へと昇りどこかへと消えていった。しかし後に三葬騎士をトキオに協力させている。『Link』のラストボス。
その後、2022年までに破壊されたアウラの断片をCC社が回収しPFWにより、断片からウィルス駆除ソフト“ソフィア”が作成された。
THE WORLD FORCE:ERA
破壊されほぼ初期状態まで戻ってしまったアウラは、カイト（そら）に“アウラの種”を預け、JPサーバーにあるアウラの部屋に引きこもってしまう。
アウラの種はカイト（そら）の心とリンクし成長していき、ソフィアでは対処しきれずTHE WORLDがウィルスに飲み込まれそうになったとき、成長しきったアウラの種をカイト（そら）から受け取り正常な状態に戻ったアウラはウィルスを無力化した。
VERSUS: The World
その後、オリジン（アウラ）はデビッド・スタインバーグ（クサメ）によって回収されワシントンに渡るがその直後アウラをめぐる抗争に巻き込まれ、約1年間逃亡生活を繰り返した。しかし、ついに追い詰められたデビッドによってアウラの入ったチップは川に放棄された。
2025年までに夢に出てきたある湖を探して、アメリカの自然公園にやってきた田中 翔によってチップを拾われた。

### ミア（マハ）
声：高山みなみ
登場作品：.hack//SIGN、.hack//AI buster、.hack、.hack//Link
共通設定
仕様にないネコ型NPC。八相の第六相マハのデータをモルガナが書き換えたもので、八相の中で唯一PCと交流を持っている。
The World R:1
『SIGN』の時点ではアウラ同様まだ幼く、言葉を話すことはないがジェスチャーで意思を伝えようとしている。当初はモルガナの命を受けてモルガナの意に沿うよう司を誘導していたが、エノコロ草を貰うなど司との触れ合いを通じて自我が発生し、モルガナに反するようになり、モルガナの操るガーディアンのデータドレインを受けている。
それにより司やアウラに関する記憶を失い、仕様外のネコ型PCミアとして『The World』で行動するようになる。外見は仕様を逸脱したものであるが、能力的には通常の剣士（ゲーム版『Link』では斬刀士）と大差はない。外見以外は一般のPCと同様であったが、マク・アヌで本来不可視であるはずのカイトの“腕輪”を見て「素敵な腕輪だね」と話しかける（ゲーム版『Link』ではトキオのPCボディにも興味を示した）など、第1期ゲーム『.hack』の登場当初から不可解な行動が見受けられた。その後もカイトに対しても“興味が有る”という理由だけで、腕輪の秘密や使い方などの助言をするなど、言動の一つ一つが謎めいていることが多い。わずかにマハであったときの記憶があるのか、エノコロ草というアイテムを好み、司そっくりのエルクと行動を共にしていることが多い。
クビアが誕生した後、その際に起こった障害の影響か、しばらくの間は言葉や文字をまともに発音・変換出来なくなるなどの出力異常に陥る。さらにルートタウンまでウィルスバグによる侵食が発生した時は、感情や記憶のデータにまで異常が及び、それと呼応するように彼女の様子も少しずつおかしくなっていく。これらの影響は全て肥大する“禍々しき波”によるものであり、波の第五相であるゴレが撃破された後、第六相「誘惑の恋人」（漫画版『XXXX』では「魅惑の恋人」と表記されていた）マハとして覚醒してしまう。カイトによって撃破されるが、“ミア”としても消滅してしまう。しかし、黄昏事件が解決した数ヵ月後、アウラと同様にミアもまた新生の時を迎える。当初はかつてのマハの姿でカイト達の前に現れるが、ダンジョン最深部で「震える誘惑の恋人」が倒された事でミアとしての姿を取り戻す。かつて主人公と出会ってから後の記憶は、エルクのことを除いて全て失われていたが、ミアは無事に新生を果たしてエルクと再会する。メールによると徐々にカイト達の事も思い出したらしい。
後日談である『Unison』では、『The World』に住まうNPCとしてエルクとともに行動している姿が描かれている。その後、ヘルバ主催の宴会で司と再会し、記憶はないものの涙する姿が描かれている。『GIFT』では、温泉を巡る争いには関わらず、エルクとともに穏やかに過ごしている。
第1期ゲーム『.hack』のパロディモードでは、エルクとともにいつも電波を受信していたが、毒電波を受信しておかしくなる。実は行きずりのリョースと肉体関係を持っていて、オルカの母親。エンディング後の復活イベントは通常通りである。
なお、新生してなお第六相の碑文がミア自身のPCボディに秘められており、2015年のチョップチャップ事件でProjectG.U.によってPCボディが破壊され、第六相「誘惑の恋人」の碑文として回収されている（以降、R:2の記述も含めて#第六相『誘惑の恋人』マハを参照）。

### モルガナ・モード・ゴン
声：田中理恵（SIGN）、久川綾（Link）
登場作品：.hack//SIGN、.hack//AI buster、.hack//Link
共通設定
『The World』の管理・運営を行うための自律型プログラム。『The World』における神や創造主というべき存在で、『The World』自体であるともいえる。
The World R:1
『fragment』の当時から、アウラの覚醒により自らの存在価値がなくなり消滅するのではないかと恐れ、アウラの正常な覚醒を妨害するべく画策している。ただし、自らが直接アウラに手を下すことはできないため、ネガティブな思考を持つプレイヤーとアウラの心をリンクさせ、歪んだ形で覚醒させようという方法を用いた。司はそのために選定されたプレイヤーで、その目的のために司の意識を強制的に『The World』へと閉じ込めた。しかし、司が周囲の人々に支えられて心を成長させたために計画は破綻、最終的にアウラは正常な覚醒を迎えた。
アウラが覚醒を迎えた後は、アウラが成長するためのデータの蓄積を担うリコリスなどの放浪AIの行動を抑えるため、CC社のデバッグチーム「碧衣の騎士団」に対して放浪AIの情報を流していた。
同時にモルガナの元を逃げ出したアウラの追撃に、八相を差し向けている。スケィスがアウラをセグメントに分割するが、アウラが“腕輪”を託したカイトらによって全てのセグメントが回収されアウラが復活するとともに、八相の全てが撃破され、モルガナも同時に死を迎えた。モルガナの消滅後、管理・運営はアウラが引き継いでいる。

## 八相
『The World』の世界観の元となっているエマ＝ウィーラントによるネット叙事詩『黄昏の碑文』に登場する禍々しき波の八つの相に由来する存在。ハロルド＝ヒューイックによって『The World』のベースとなった『fragment』の世界観の元となっただけでなく、ゲーム内に碑文因子が組み込まれている。『The World R:1』ではモルガナの化身としてアウラを追い、アウラの“腕輪”を託されたカイトによって全てが撃破されている。その後、2015年に番匠屋淳をはじめとするCC社のProjectG.U.によって碑文因子のサルベージ計画が企画・実行されたが失敗に終わり、極わずかの例外を残して『The World』内に散逸してしまった。なお、第1期ゲーム『.hack』のパロディモードでは、製作者の手先となっている。
『The World R:2』に移行した後も碑文因子は存在しているが、サルベージ計画の失敗により、碑文因子自体がプレイヤーを選ぶようになってしまっている。碑文因子に選ばれたPCは「碑文使い」と呼ばれ、開眼した碑文使いは碑文因子を「憑神」として顕現化できる。憑神は一般プレイヤーには視認する事が出来ず、その大きすぎる力から攻撃を受けたPCは一撃でロストしてしまうほど。碑文使いは憑神をコントローラーで操作するのではなく心で繋がっているらしい。唯一AIDAに対抗できる存在であるが、使い方やAIDAの影響によって、あるいは複数の憑神を同時に顕現化しても憑神が暴走する危険性がある。
小説版『G.U.』では巫器と呼ばれる武器の姿で存在しているが、八相のモルガナ因子自体は不定形であるため平時は巫器の形状を取るが、ゲーム版『G.U.』本編のような憑神の姿を取ることもある。プレイヤーの精神的なショックによって誘因され開眼することは変わらないが、碑文使い同士が巫器を用いて戦うときは記憶が共有されるため、精神や意志の強さをぶつけあう闘争となる。なお、この精神を共有する超空間は「巫器空間（アバターくうかん）」と呼ばれる。

### 第一相『死の恐怖』スケィス
The World R:1
声 - 金光宣明（スケィスゼロ）
各関節ごとにパーツを分解した人形のような奇妙な姿で、顔に当たる部分にはボウリングの球のような三つの穴が存在しており、ケルト十字に似た赤い十字架を得物にしている。データドレインを行う際は、標的を十字架に磔にしてから処刑を行うかのように左手から発動させる。
モルガナが最初に送り出した八相であり、モルガナを裏切った楚良をデータドレインして未帰還者にしている。また、ゲーム『.hack//Link』においてこの楚良のデータを取り込んだばかりのスケィスは『スケィスゼロ』とされ、後にこのスケィスゼロが分かれて八相になったという設定が明かされた。その後、モルガナの元を逃げ出したアウラを追い、その障害となったオルカをデータドレインして未帰還者にしている。更にその後にアウラをデータドレインし、アウラは3つのセグメントに分割される。
最終的には「Θ選ばれし 絶望の 虚無」でカイトやブラックローズと戦い、カイトのデータドレインを受けて碑文石と化した。他の八相とは異なり碑文石は崩壊せず、その残骸がクビアを呼び寄せている。
The World R:2
ハセヲの憑神。姿はハセヲのジョブエクステンドに応じて変化するため不定だが、他の憑神よりも比較的『R:1』時代の姿に近いものとなっている。憑神発現時にPCハセヲの全身に浮き出る紋様のシンボルカラーは赤色。前作で特徴的だった十字架の杖は持っておらず、戦闘時は大鎌を使用する。データドレインの仕方は『R:1』と違い、カイトのように右腕からデータドレインを放っている。なお、憑神の中では最も小さく、単体のゴレにすら劣っている。
紅魔宮トーナメント1回戦のボルドー戦でハセヲが開眼、一撃で3体のPCをロストさせた。
小説版『G.U.』では憑神鎌の巫器として処刑鎌の姿を取る。7年前の楚良時代の記憶を取り戻し、小説版独自の聖騎士のような姿にジョブエクステンドした際は処刑鎌ではなく、かつてのスケィスが所持していたものと同じ十字杖をハセヲは所持していた。
The World ：Armed conflict
プレイヤーを襲うファントムとして登場。姿はR:2時代と同様。

### 第二相『惑乱の蜃気楼』イニス
The World R:1
外郭は地図のような形で、歪な形にくり貫かれた古代壁画に、一つ目のような物が描かれた何とも無機質な外見を持っている。
Λサーバーのエリアに異常を起こし、「Λ蘇生する 惑乱の 裁き」に主人公らを誘い出したが返り討ちに遭う。スケィスの最期の時とは異なり、構造体である碑文石が完全に崩壊を起こし消滅した。
The World R:2
アトリの憑神。1つ目の天使に似た人型の姿となっている。シンボルカラーは白。両手を剣のような形状に変化させることができ、幻覚を思わせる攻撃やカウンター、翼のように剣を使っての突進攻撃が主体。名前の通り、碑文を奪ったAIDAはその力を利用してPCの幻を生み出していた。また、ネットに満ちる人の想いやAIDAの存在を音や声として感じることができる。
月の樹ギルド本部にて榊にトラウマを刺激され、AIDA感染したことで感情が爆発したアトリが開眼するも、暴走してしまう。
小説版『G.U.』では憑神杖の姿を取る巫器。

### 第三相『増殖』メイガス
The World R:1
大きな球体に十数枚の葉を付けた一本の枝というような植物の形をしているが、無機質な印象を感じさせる。
主人公やヘルバの動向に感付いたモルガナによってネットスラムに刺客として放たれたが、主人公達に返り討ちにされ消滅する。その後、逆上したモルガナの手によりネットスラムも崩れ去ってしまうことになる。
The World R:2
クーンの憑神。植物のような下半身と人型の上半身を持つ。シンボルカラーは黄色。「増殖」というアビリティを持ち、碑文本体こそ復元できないもののPC等のデータを完璧に復元、増殖するという強力な力を持つ。なお、スケィスに次いで登場回数が多い。
『Roots』の22話にて、偶然出会ったAIDAによって刺激されたクーンが開眼する。
小説版『G.U.』では憑神槍の姿を取る巫器。

### 第四相『運命の預言者』フィドヘル
The World R:1
イニス以上に無機質な雰囲気を持っているため、まるで落書きのようなその姿は言葉では形容し難い。強いて言えば、様々な形状の仮面を組み合わせたような形状をしている。「預言者」の名を持つ通り神託めいた発言をする。
ウィルスバグの影響を現実世界に発現させ、ネット災害を起こそうとしていたが、主人公達によって半ばで阻止された。最期に意味深長な預言を残して消滅し、その直後に現実世界で機械の停止・誤作動などネットワーククライシスが発生する。
第1期ゲーム『.hack』パロディモードでは予言を残すのではなくカイト達をからかいながら消滅した。
The World R:2
八咫の憑神。『R:1』時代と比べて眼らしきものがあるなど人型に近づき、下半身が蓮華座だったり合掌のポーズをしていたりと、まるでその姿は密教僧か仏像のよう。攻撃中のセリフも神託(あるいは神罰)めいたものが多い。シンボルカラーはオレンジもしくは黄金で、全身が赤と黄金色に染められている。
最後に開眼した憑神で、AuraとAIDA両方に愛されたオーヴァンの存在への嫉妬の感情を、AIDAによって増幅されて八咫が開眼するものの暴走する。駆けつけたハセヲによって憑神を倒された直後、前作と同じく意味深な予言を残す。

### 第五相『策謀家』ゴレ
The World R:1
外見は二枚の対称的に並んだ菱形状の岩盤。それぞれ固体として独立しており、攻撃の効果も違うがステータスなどは共有している。攻撃時には岩盤に浮き出た顔がせり上がり、会話を交わすこともあるなど八相の中でも特異な存在。
Σサーバー内に潜伏していたが、ヘルバにサーバーの容量が肥大している様を察知される。間もなく、八相撃退のために予定されていたワイズマン立案の作戦“テトラポッド”が発動し、実動部隊であるカイトたちによって「Σ談笑する 謀略の 双子」で討伐された。
The World R:2
朔望の憑神。2体で1対であることは変わらないが、太陽と月を形取った人型の2対の人形と台座のような姿となっている。戦闘では朔の操る赤い人形が攻撃、望の操る青い人形が攪乱と分担しているが、データドレインは2対が同時に行う。
エルディ・ルーにてエンデュランスを捕えていた朔が、エンデュランスをハセヲに奪われると考え、AIDA暴走によって覚醒した。それと同時に望も碑文使いとして開眼する。
小説版『G.U.』では憑神書の姿を取る巫器。

### 第六相『誘惑の恋人』マハ
The World R:1
上半身は女性を象ったものであり、下半身は目のような模様がかたどられた一枚の巨大な花を連想させるような物がスカートのように展開している。「誘惑」の名を持つ通り、相手を誘惑状態に陥れる特殊な攻撃手段を持つ。
ミアのPCボディを媒体に具現化しており、カイトたちと「∑たおやかな 誘惑の 堕天使」で戦って敗れ、マハの討伐とともにミアは一時的に消滅してしまう。
The World R:2
エンデュランスの憑神。猫のような頭部にウェディングベールのような物が頭を覆っており、ミアにも似た上半身とドレスのような薔薇の下半身を持つ。シンボルカラーは紫。
いつごろ開眼したのかは描かれていないが、スケィスのデータドレインによってAIDAを除去されるまで、エンデュランスはずっと猫型のAIDAを「ミア」と呼んで取り憑かれていたようである。
小説版『G.U.』では憑神刀の姿を取る巫器。

### 第七相『復讐する者』タルヴォス
The World R:1
不可思議な形をしていて、強いて形容するならハテナマーク。曲がりくねった石柱の中点に、一本の巨大な杭が打ち込まれているという、何とも抽象的な形態である。石柱の前面部には埴輪のように穴を開けただけで表現された目と口らしきものがあり、巨大な杭で攻撃を仕掛ける際などはその穴のような目から泥の色の涙を流す。
作戦に綻びが出た主人公達に一度は甚大な被害を与えるが、禍々しき波を包囲するオルカ作戦を再度実行された際に追い詰められ、反撃に出た主人公達によって「Ω過酷なる 復讐の 傷跡」で討伐された。
The World R:2
パイの憑神。八相の中で『R:1』時代と最も大きく姿かたちが変わっており、体に刺さった釘が唯一分かり易い共通点。シンボルカラーはピンク。
『Roots』の20話にて、神社エリアでAIDA感染したモンスターに襲われたパイが覚醒したときのことが描かれている。
小説版『G.U.』では憑神拳の姿を取る巫器。
The World R:X
シャムロックが発動したイリーガルな能力。『R:2』時代と違い一般PCにも見ることができ、翼と釘のみPCボディとくっついた状態で具現化。
また『紋章砲』と同化させることにより強力なデータドレインを放った。

### 第八相『再誕』コルベニク
「再誕」に準えてハロルドが『The World』に組み込んだ最終安全装置、つまりは初期化プログラム。
The World R:1
声 - 酒巻光宏（Link）
『.hack』のラストボス。クビアとの戦いで「黄昏の腕輪」を失ったカイトたちに最後の戦いを挑んでくる。また、戦いの最中に姿を変え、カイトたちを翻弄した。
最初は巨大な種のような第一形態で登場し、続いて発芽したかの如き二枚の葉のような第二形態に変異する。追い詰められると全ての攻撃を無効化する「絶対防御」を展開してカイト達を追い詰めるも、アウラが呼び寄せた未帰還者達の一斉攻撃を受けて絶対防御を破壊される。しかし今度は人間の眼を象った無数の花弁の最終形態へと変異する。長く続く戦いの中、遂にサーバーが限界を迎えるもCC社のサーバー管理施設に潜入していた徳岡達の活躍でサーバーが転送され、持ち直した。遂に倒れたと思いきや、「ドレインハート」を発動してカイトの仲間達を次々とロストさせる。しかしカイト自身にドレインが当たる寸前、エルクによって妨げられ、意を決したカイトに一気に追い詰められる。だがカイトがトドメを刺そうとした瞬間、アウラが目の前に現れ、カイトに貫かれて光となったアウラ諸共砕け散り、消滅した。
「XXXX」においては独自の形態を見せた。巨大な蕾の上に上半身が乗っているような姿でカイトたちの前に立ちはだかり、ヘルバをデータドレインし、バルムンクの翼を引き千切り、一度はその肉体を引き裂かれてもまた蘇るなどの圧倒的な強さを見せ付けたものの、カイトの言葉によって成長したアウラが彼に与えた、蒼炎の守護神の力によって倒され、消滅した。
The World R:2
オーヴァンの憑神。オーヴァン自身と同様に左腕にAIDAが融合しており、肩から第三の腕が生えている。シンボルカラーは青色。
妹のアイナとともにブラックボックスであるハロルドの部屋にいたことで、最初の悪性AIDA<Triedge>が未だ目覚めていないコルベニクの因子に惹かれて現れ、襲い掛かった。それにより碑文使いPCオーヴァンの左腕にはトライエッジが寄生し、皮肉ながらもそれがきっかけとなって開眼した。
Ver.1では３つの爪で攻撃するスタイルだがVer.2で脈動している砲撃に変化する。
小説版『G.U.』では憑神銃の姿を取る巫器。

## クビア
『黄昏の碑文』に登場する「超古代生物クビア」に由来する存在で、黄昏の腕輪あるいは碑文使いの反存在として『The World』上に存在する。元となった『黄昏の碑文』の「超古代生物クビア」は、主人公サヤにたびたび退けられ、最後にラゼスの夢の中でサヤの使い魔と共に消滅した。
The World R:1
倒されたスケィスの碑文石から実体化し、幾度となくアウラを追うカイトの前に現れた。その度にカイトと戦ってみせたが、カイトの持つ黄昏の腕輪の反存在であるためカイトを倒してしまうわけにはいかず、ある程度戦うと逃げていた。アウラが復活すると戦うことを厭わず、苦戦を強いられたカイトが腕輪を破壊したことで消滅した。腕輪の反存在＝カイトと対である事を示すようにクビアコアの内部には黒く染まったカイトが佇んでいる。
漫画版『XXXX』では、クビアが重要なキャラクターとしてクローズアップされており、NPCの双剣士としてカイトに接近し、黄昏の腕輪を取り込もうとしている。単なる怪物のように描かれていたゲーム版とは異なり、喜怒哀楽の感情や独自の思考を持つ放浪AIとしてのキャラクター面が描かれており、その誕生の経緯やそれにまつわる悲哀など、新たなクビアという存在の解釈が垣間見えるものとなっている。
The World R:2
碑文使いの反存在として、“再誕”の影響により生まれた歪。『G.U.』のラストボス。八相の碑文という大きな力から産まれた反存在として大きな力を持ち、その悪影響でネットの世界全てが滅ぼそうとした。スケィス3rdによる外部からの攻撃を受けた後、内部に進入してきたハセヲ達にコアそのものが襲い掛かる。最後は碑文使い全員の力を合わせたハセヲの一撃によって、完全に消滅する。碑文使いの反存在＝ハセヲと対である事を示すようにクビアコアの上部に裸のハセヲが融合している。
The World R:X
声：坂本真綾
『XXXX』の姿で登場。職業は鎌闘士。R:2時代において数見が生み出した後、R:1時代へと逃亡する。

## 現実世界
エマ・ウィーラント
ドイツの詩人、1976年生まれ。ワイン醸造所に生まれ、若くして母親と死別。父親とも18歳のときに死別。莫大な遺産が残されるも叔父の養子申し入れを断り、20歳まで遺産を受け取れなくなった為、自立のために介護学校に通うが20歳の時に吐血し発病。
保養のために過ごした南フランスで神秘体験をし、それからシュタイナーの人智学へと傾倒していく。その後、ハロルドと出会い、彼の才能に惹かれる。
その後、ネット叙事詩『黄昏の碑文』を執筆を開始。特殊なセキュリティの施された自身のウェブサイト上で『黄昏の碑文』を公開していた。しかし、2004年（28歳）交通事故で死亡、『黄昏の碑文』は未完のままとなっている。これがのちに『fragment』の題材となる。
環境保護団体「mama」のメンバーでもある。
ハロルド・ヒューイック
声：山崎たくみ
登場作品：.hack//SIGN、.hack、.hack//Liminality、.hack//Roots、.hack//Link
ドイツ人のコンピュータ研究者。「分散処理と人工知能の可能性およびその未来」という論文で一躍有名になる。
その後は自分の仮説を実証すべく究極のAIの開発に取り組むこととなるが挫折。知性の根幹を成すものを求めて神智学・人智学の分野に興味の領域を広げていき、参加したあるセミナーでエマと出会い、その美貌と洗練された感性に強く惹かれていくが死別。
エマのネット叙事詩『黄昏の碑文』をベースに2年後の2006年『fragment』を開発。その夏に設立されたばかりのCC社にそれを売り込む。2007年5月に『fragment』のテストプレイが開始されるが、ハロルドは突如として失踪してしまう。結果、『fragment』は開くことの出来ずにブラックボックス化した謎のフォルダやファイルを残したまま製作が進められ、完成後は『The World』として販売されることになった。
ハロルドは『fragment』で究極AI“アウラ”を育て上げようとしていた。それまでに幾度となく独力だけの研究で失敗を重ねており、人間の持つ思考や行動に関するデータを『fragment』で収集することでアウラの成長に役立てようとしていた。CC社に売り込む前、テストタイプの『fragment』を姪のララ・ヒューイックにプレイさせ、『fragment』が「再誕」のプログラムによってループ状態に陥っていたシステムを、「個の変化」として新生する「成長」を促すために子供であるララを利用したとされている。これにより制御システムの正常な稼動に成功し、ハロルドは完成した『fragment』をCC社に持ち込んだ。
しかし、『fragment』のテストプレイにおいて管理プログラムの暴走という予期せぬ事態が起こった。ハロルドは管理プログラムである人工知能モルガナとの対話の必要性を感じていたものの、一度プログラム内に入ると外部からのアクションがなければ出ることができなかったために躊躇していた。しかし最終的に、「危険だがもうこれしかない。どこで間違ったのかわからない。なぜ」との言葉を遺して自ら『fragment』に取り込まれている。そのまま帰還することなく現実世界では失踪として扱われたが、ハロルドの意識はその後も『The World』内に思念体として存在しており、徐々にデータは壊れていくようだが、その残留思念が語る言葉は司やカイトやハセヲの行動の道標となっていた。
第1期ゲーム『.hack』のパロディモードでは、カマっぽい京都弁の恨み節。実はブラックローズのアニムス（女性の中の男性的傾向）。
天城 丈太郎（あまぎ じょうたろう）
声：内田夕夜
登場作品：.hack//G.U.、.hack//Link、.hack//bullet
天城彩花の従兄妹。
オンラインゲーム「アカシックライン」開発者で、その後の19歳という若さで経済産業省からCC社に引き抜かれたエリート社員で、「プロジェクトG.U.」に欠かせない人物の1人。
番匠屋淳とともに「RAプロジェクト」を立案・牽引していったが『The World』に対する愛情は希薄で、ハロルド・ヒューイックへの対抗心から欠陥だらけの八相サルベージに作戦を強行して失敗。それにより自尊心を傷つけられ、狂乱状態となってCC社本社の火災を引き起こし、『R:1』のデータサーバーに深刻なダメージを与えた。
事件の後、退社したとされていたが、実は「リアルデジタライズ」しており、「イモータルダスク」後リアルに復帰し昏睡状態にあった。その後、2023年までに意識が戻ったものの、記憶障害となっており療養施設に入院している。